# Bercianos del Páramo
Bercianos del Páramo es un municipio y lugar español de la provincia de León, en la comunidad autónoma de Castilla y León. Se encuentra en la zona central del Páramo Leonés, una extensa plataforma interfluvial entre los valles de los ríos Órbigo y Esla que presenta un relieve prácticamente llano. Asimismo, forma parte del partido judicial de La Bañeza. Además de Bercianos del Páramo, el municipio lo componen los núcleos de Villar del Yermo y Zuares del Páramo.
A pesar del hallazgo de algunos restos romanos en su entorno, los orígenes de Bercianos del Páramo se remontan, posiblemente, a la repoblación efectuada por el Conde Gatón en el siglo IX por encargo de Ordoño I. La primera mención histórica se constata en documentación eclesiástica del año 917, con motivo de unas donaciones a la iglesia de León.
A partir del siglo XIV, la nobleza se asentó en la zona, principalmente de la mano de los Osorio y los Quiñones, y son estos últimos quienes ejercieron su dominio sobre Bercianos hasta finales de la Edad Media. A principios del siglo XIX era lugar señorial y tras la caída del Antiguo Régimen quedó constituido en ayuntamiento constitucional.
A partir de 1959, después de la construcción del embalse de Barrios de Luna, se generalizó el regadío en buena parte del Páramo, lo que tuvo una enorme trascendencia social y económica. Su economía se basa tradicionalmente en el sector primario, cuyos cultivos mayoritarios son de trigo y cebada en secano y maíz y remolacha en regadío. Las riberas de los arroyos se utilizan para la silvicultura, con la plantación intensiva de chopos.
Entre su patrimonio destaca la iglesia de San Vicente, construida en ladrillo entre los siglos XVI y XVII, y la ermita del Cristo de la Vera Cruz; esta es un referente tanto para Bercianos como para la vecina San Pedro Bercianos, debido a la costumbre de tocar la esquila de la ermita cuando había tormenta ya que, según la creencia popular, alejaría el granizo de las plantaciones. Entre las celebraciones que tienen lugar a lo largo del año sobresalen las fiestas patronales de San Vicente —en torno al 22 de enero—, la Santa Cruz —el 3 de mayo—, y el Cristo, el 14 de septiembre.

## Toponimia
El topónimo de Bercianos del Páramo procede de, por un lado, la palabra «Bercianos», que haría referencia a su constitución como núcleo, en el contexto de la Reconquista, con gentes llegadas del Bierzo durante el reinado de Ordoño I. Por otro lado, el término «Páramo», referido a su ubicación. Este vocablo, por su parte, procede de la palabra hispano-latina Paramus, de origen prerromano, que hace referencia a un campo expuesto a los vientos que no se cultiva ni habita.

## Geografía

### Ubicación
El municipio se encuentra en la comarca del Páramo Leonés, al sur de la provincia de León. Su territorio está representado en la hoja MTN50 (escala 1:50 000) 194 del Mapa Topográfico Nacional.
| Noroeste: Santa María del Páramo | Norte: San Pedro Bercianos      | Noreste: Valdevimbre |
| Oeste: Santa María del Páramo    |                                 | Este: Villamañán     |
| Suroeste Laguna Dalga            | Sur: Pobladura de Pelayo García | Sureste: Villamañán  |

### Orografía

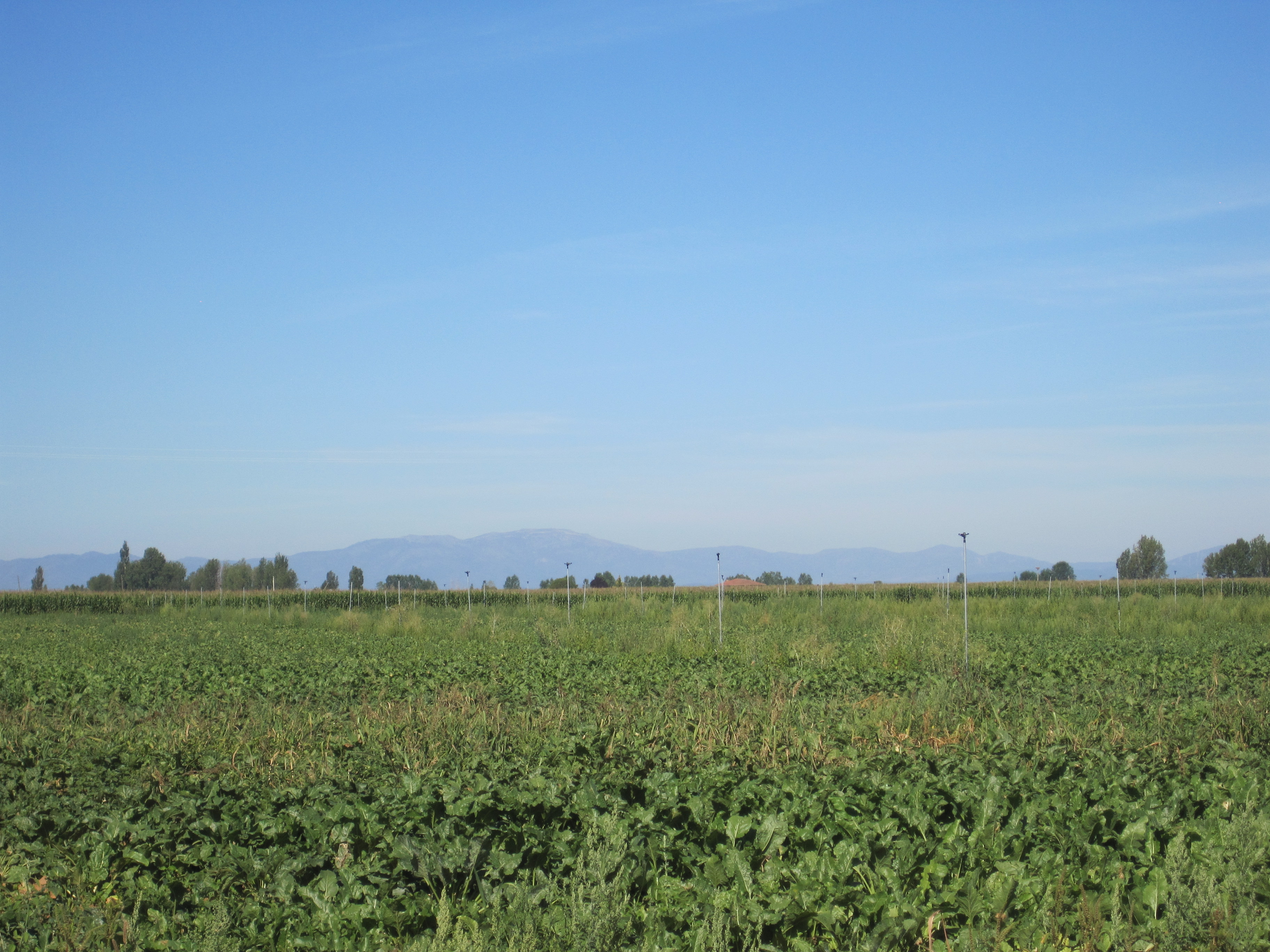
Bercianos del Páramo se encuentra en la llanura del Páramo Leonés

Bercianos del Páramo se ubica en la zona central de la planicie del Páramo Leonés. Esta extensa plataforma —geológicamente un extenso interfluvio entre los valles de los ríos Órbigo y Esla— presenta un relieve prácticamente llano, de pendientes suaves. La altitud media del municipio está en los 809 m s. n. m., entre los 818 m s. n. m. de la zona más alta situada en la parte norte y los 799 m s. n. m. de la zona más baja, en el extremo sur del término municipal.
A nivel general, el municipio se sitúa en la zona noroccidental de la cuenca del Duero, depresión de origen terciario colmatada por materiales continentales que posteriormente fueron erosionados y recubiertos por sedimentos cuaternarios. A este último periodo pertenecen la mayoría de materiales que nos encontramos, principalmente áridos naturales: limos arcillosos —utilizados tradicionalmente para la elaboración de cerámica—, y arenas y gravas usadas para la construcción y las obras públicas.

### Hidrografía

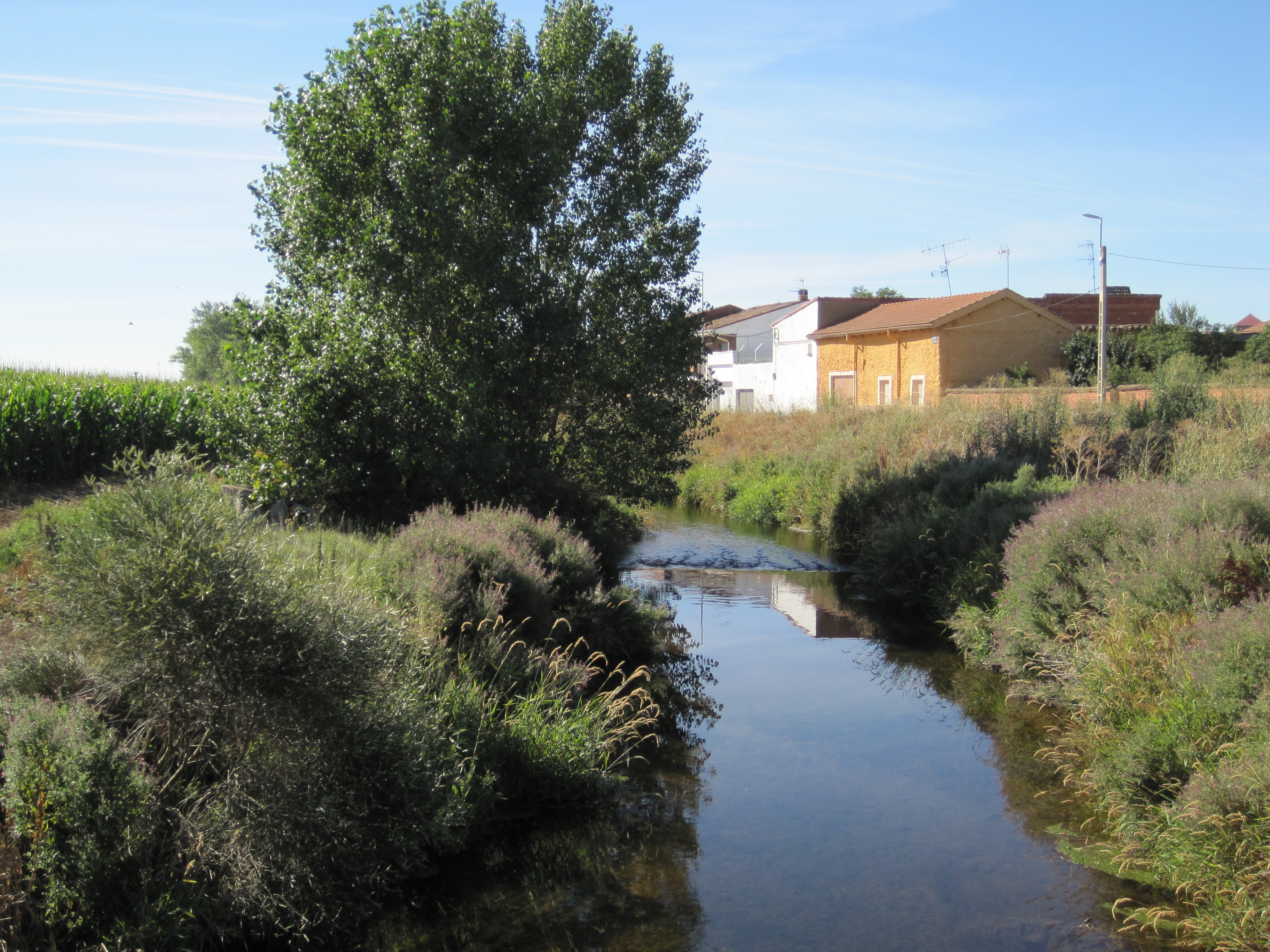
Arroyo de La Mata a su paso por la localidad

El municipio se encuentra en la cuenca hidrográfica del Duero, cuyos cursos fluviales, a nivel general, se caracterizan por la irregularidad de su caudal, con estiajes en época estival y crecidas en otoño e invierno debido a la lluvia. La planicie del Páramo no es atravesada por ningún río de importancia, pero en el caso de Bercianos del Páramo su territorio es atravesado por dos cauces naturales, el arroyo de La Mata y el arroyo de La Magdalena.
Asimismo, y debido al plan de regadío desarrollado en los años sesenta tras la construcción del embalse de Barrios de Luna, su terrazgo cuenta con el abastecimiento de dos canales principales —Trasvase del Páramo Bajo y Santa María— y numerosos canales secundarios. En aquellas zonas de drenaje deficiente aparecen pequeñas lagunas o zonas de encharcamiento, de carácter estacional, que desaparecen en época estival. La mayoría de ellas han sido desecadas por la acción del hombre e incorporadas al suelo cultivable.

### Clima
El clima en el municipio se clasifica como mediterráneo continentalizado, de inviernos fríos con frecuentes heladas entre octubre y mayo y veranos cálidos y secos. La oscilación térmica anual ronda los 15 °C mientras que la diaria supera en ocasiones los 20 °C. Las precipitaciones se reparten de forma irregular a lo largo del año, con escasez de las mismas en verano, concentrándose al final del otoño, en los meses invernales y al principio de la primavera. Esta llega con retraso pero con gran dinamismo meteorológico; las temperaturas ascienden a finales de junio y se prologan así hasta mediados de agosto, cuando se registran de nuevo fuertes descensos térmicos.
Según la clasificación climática de Köppen, Bercianos del Páramo se encuadra en la variante Csb, es decir clima mediterráneo de veranos suaves, con la media del mes más cálido no superior a 22 °C pero superándose los 10 °C durante cinco o más meses. Se trata de un clima de transición entre el mediterráneo (Csa) y el oceánico (Cfb). Gracias a los datos de la estación meteorológica situada en Santa María del Páramo, a 5 kilómetros de distancia, los parámetros climáticos promedio aproximados del municipio son los siguientes:
| Parámetros climáticos promedio de Santa María del Páramo                                                                                  | Parámetros climáticos promedio de Santa María del Páramo | Parámetros climáticos promedio de Santa María del Páramo | Parámetros climáticos promedio de Santa María del Páramo | Parámetros climáticos promedio de Santa María del Páramo | Parámetros climáticos promedio de Santa María del Páramo | Parámetros climáticos promedio de Santa María del Páramo | Parámetros climáticos promedio de Santa María del Páramo | Parámetros climáticos promedio de Santa María del Páramo | Parámetros climáticos promedio de Santa María del Páramo | Parámetros climáticos promedio de Santa María del Páramo | Parámetros climáticos promedio de Santa María del Páramo | Parámetros climáticos promedio de Santa María del Páramo | Parámetros climáticos promedio de Santa María del Páramo |
| Mes | Ene.                                                     | Feb.                                                     | Mar.                                                     | Abr.                                                     | May.                                                     | Jun.                                                     | Jul.                                                     | Ago.                                                     | Sep.                                                     | Oct.                                                     | Nov.                                                     | Dic.                                                     | Anual                                                    |
| --- | -------------------------------------------------------- | -------------------------------------------------------- | -------------------------------------------------------- | -------------------------------------------------------- | -------------------------------------------------------- | -------------------------------------------------------- | -------------------------------------------------------- | -------------------------------------------------------- | -------------------------------------------------------- | -------------------------------------------------------- | -------------------------------------------------------- | -------------------------------------------------------- | -------------------------------------------------------- |
| Temp. media (°C) | 2.1                                                      | 3.5                                                      | 6.3                                                      | 8.8                                                      | 13.1                                                     | 17.3                                                     | 20.1                                                     | 19.3                                                     | 15.8                                                     | 10.9                                                     | 5.8                                                      | 2.9                                                      | 10.5                                                     |
| Precipitación total (mm) | 50                                                       | 39.4                                                     | 25.5                                                     | 38.3                                                     | 50                                                       | 34.3                                                     | 21.2                                                     | 11.8                                                     | 29.2                                                     | 46.1                                                     | 44.1                                                     | 42.1                                                     | 432                                                      |
| Fuente: Ministerio de Agricultura y Pesca, Alimentación y Medio Ambiente. Datos de precipitación (1961-1997) y de temperatura (1961-1997) |                                                          |                                                          |                                                          |                                                          |                                                          |                                                          |                                                          |                                                          |                                                          |                                                          |                                                          |                                                          |                                                          |

## Naturaleza

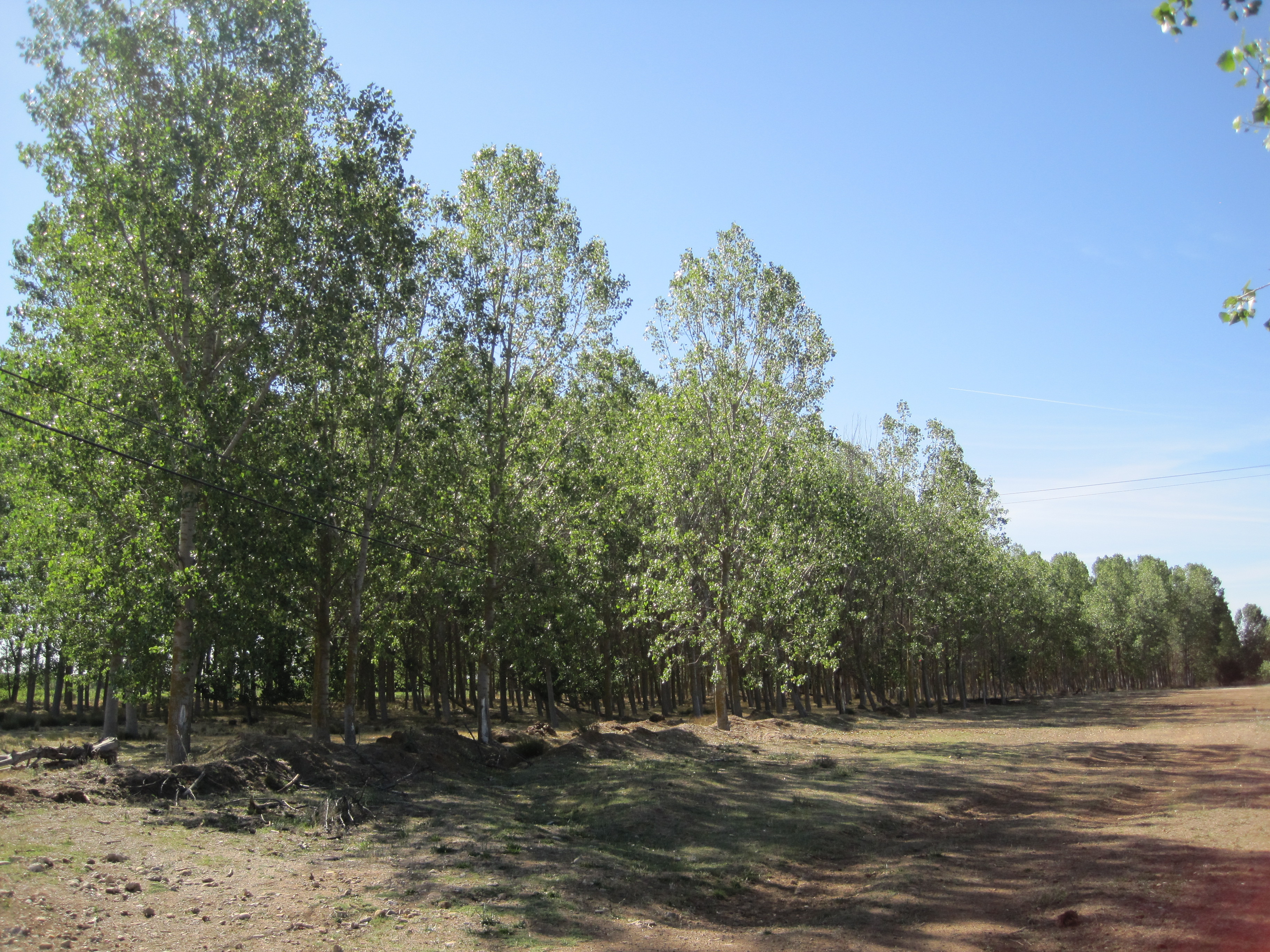
Las plantaciones de chopos son numerosas en zonas con grandes cantidades de agua

### Flora
El término municipal de Bercianos del Páramo se encuentra en el piso bioclimático supramediterráneo, por lo que su vegetación clímax son las especies marcescentes y las coníferas. Sin embargo, dicha vegetación, que debió cubrir toda la comarca, ha desaparecido de muchas zonas sustituida por los cultivos. En las zonas cercanas a los cursos fluviales aparecen bosques de ribera, con álamos, sauces o alisos, además de las plantaciones de chopos. A ellos se suman brezales y tomillares en los bordes de las vegas, pastizales y prados naturales.

### Fauna
El municipio cuenta con una fauna rica y variada debido a su situación de transición entre el mundo mediterráneo y el eurosiberiano. Así, en cuanto a los íctidos, las aguas de Bercianos del Páramo sustentan tres especies: el barbo común, la boga del Duero y la bermejuela, a los que acompañan mamíferos como la nutria. Entre las distintas especies de anfibios y reptiles están presentes el sapo común, el tritón jaspeado, la ranita de San Antón, el lagarto ocelado o la culebra viperina y culebra bastarda. En las zonas llanas del municipio se encuentran aves como el cernícalo, la avutarda o el gavilán común y pequeños mamíferos como el conejo o la liebre ibérica. En el entorno de los núcleos de población son comunes la cigüeña blanca, la golondrina, el vencejo común, la paloma torcaz, distintas especies de páridos, la graja o rapaces como el milano real. Por último, en las zonas de pastizales o de monte están presentes aves como la perdiz roja y mamíferos como el corzo, la comadreja, el zorro, el jabalí y, ocasionalmente, el lobo.

## Historia

### Edad Antigua

Cercano al municipio discurrían las vías romanas 26, 32 y 34 del Itinerario de Antonino

La mayor parte del Páramo tuvo una baja densidad de ocupación en tiempos prerromanos, localizándose los escasos asentamientos en altozanos y cerros próximos a los grandes valles y vegas de los ríos que enmarcan la meseta paramesa. Como ejemplos más significativos, encontramos los castros de «El Castillo», en un pequeño otero sobre el escarpe del río Esla, con ocupación de la Edad del Bronce Final y de la Edad del Hierro, reocupado en la alta y plena Edad Media, y «El Castro», cercano al anterior y con ocupación de la Edad del Bronce Final, ambos en el municipio de Ardón.
El municipio estaba situado en territorio de los astures, que se extendían por Asturias, León y Zamora hasta el río Esla, la zona oriental de Lugo y Orense, y parte del distrito portugués de Braganza; en concreto, en el área del Páramo, estaban asentados los bedunienses, en el norte de la comarca, y los brigaecinos, en la zona sur. Posteriormente se produjo la conquista y asentamiento romano tras las guerras cántabras. De esta época data la que puede ser la primera referencia al territorio del Páramo; se trata de una lápida hallada en las murallas de León en la que Tulio, un ciudadano romano, dedica a la diosa Diana los cuernos de un ciervo.
En esos momentos las tierras altas del Páramo registran una escasa población; tan solo se ha localizado un asentamiento de época romana en Audanzas del Valle, unos kilómetros al sur de Laguna de Negrillos, cuyos escasos restos no permiten una atribución socioeconómica clara, aunque parecen indicar una orientación agraria. A ellos pueden sumarse algunos hallazgos epigráficos y numismáticos, como la inscripción supuestamente hallada en Banuncias y el miliario de Cillanueva, que documentan el trazado de la vía romana que comunicaba Asturica Augusta (Astorga) con Burdigala (Burdeos) a través del Páramo, camino que se documenta frecuentemente en la Edad Media. En Valdefuentes del Páramo fue hallada una moneda hispanorromana de la ceca de Calagurris, de época de Augusto, sin contexto arqueológico.
Así mismo, en el lugar llamado «Las Carbas», situado en el límite municipal entre Santa María del Páramo y Bercianos del Páramo, se encontró en 1974 una necrópolis formada por 32 tumbas, cuyas sepulturas de lajas y cantos tapadas con losas seguían la orientación de las líneas solsticiales. Había tres tipos de tumbas, en forma de ataúd, romboidal con vértices truncados y antropoide, y ninguna poseía restos de ajuar o material alguno.
Finalmente, se desconocen hallazgos materiales de época tardorromana y visigoda en las tierras paramesas, los más cercanos se encuentran de nuevo en la periferia de este espacio mesetario; en las ciudades de Legio y Asturica Augusta, en el castro de Valencia de Don Juan, el Coviacense Castrum, donde la población hispanorromana resistió el asedio de las tropas godas de Teodorico II en 459, o en villas hispanorromanas (villae) como la de La Milla del Río, todos ellos significativos centros de poder en esa época.

### Edad Media
Alta Edad Media

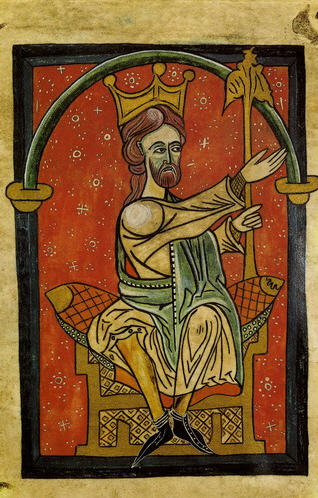
Durante el reinado de Ordoño II la localidad es donada al monasterio de Santiago de León

Tras la conquista musulmana de la península ibérica, la población emigraría hacia zonas más seguras lo que, en el caso del Páramo, se traduciría en un probable desierto demográfico en la comarca. Sin embargo, a mediados del siglo IX se produce la emigración mozárabe hacia el norte, hecho que aprovechó Ordoño I para consolidar la frontera; así, encargó al Conde Gatón la repoblación de estas tierras, momento en el que surgiría el núcleo de Bercianos, y es a partir del siglo X cuando se constata documentalmente el avance repoblador del Páramo por parte de los grupos más poderosos de la corte leonesa.
Así, el 26 de junio de 917 el obispo Frunimio otorgó a la iglesia de León «...otra villa en el Órbigo que llaman Verceianos...», que podría identificarse con Bercianos. Con la misma fecha (26 de junio de 917) el abad Iquila donó Bercianos al monasterio de Santiago de León junto con sus espacios agrarios y los hombres que allí residieran, que quedarían sometidos y obligados a realizar pagos en productos agrarios y metálicos.

«In alio loco que uocitant Unciría corte conclusa, cum suas kasas, terras, uineas, pratis, ortalibus et suo lagare... Adido etiam in Berzianos, in Paramo, uillas tres: de parte de Mata de Rege, termino de Hamiloco, et alia pars termino de Fontecta, et tertiapars termino de Rolólos; ipsas uillas, cum homines abitantes et qui ad abitandum uenerint, ad uestram concurrant precepta, patrocinium uobis sitprebeant et obsequium, sicut eas iuri meo abuipossessas...»

26 de junio de 917, Yquilani, Abad del Monasterio de San Cipriano del Porma

Al año siguiente tiene lugar otra mención por parte del monasterio de Santa María y Santiago de Valdevimbre, que a lo largo de la décima centuria va adquiriendo villas campesinas con tierras, prados, viñas, molinos, aguas y acueductos en su entorno, en las riberas de los ríos Bernesga, Torio y Esla. Se trata de una adquisición efectuada el 8 de enero de 918 tras la donación de Ordoño II al abad Belderedo el lugar de Busto, que limitaba, según el documento, con Bercianos y el camino de Coyanza.
Además de ese avance monástico, se había ido intensificando la ocupación y organización agraria del Páramo por hombres y mujeres que no forman parte de grupos poderosos, quizás como continuación de un proceso iniciado en los tiempos precedentes al siglo X, anteriores a la dominación feudal. Parece tratarse de familias campesinas de diversa condición y riqueza, con plena capacidad jurídica de actuar, poseer, comprar, vender y organizarse en concejos aldeanos, al menos en los momentos iniciales del proceso colonizador, y que van siendo paulatinamente absorbidos (por presuras, compra de tierras, incautaciones) por dominios eclesiásticos y laicos, y entrando en dependencia y servidumbre de estos. En el caso de Bercianos del Páramo se conserva un documento en el cual dos personas, Cidi y su madre Goda, donaban a Momadonna una corte con sus pertenencias en 1021.
El 27 de abril de 1157 Diego, obispo de León, otorgó a Bercianos del Páramo una de las seis cartas de behetría junto a las de Villagallegos, La Mata del Páramo, Bustillo, San Martín del Camino y Sardonedo. Estas cartas otorgaban ciertos derechos a estos lugares, como poder elegir el señor al que se subordinaban, ya que estaban poblados por hombres libres. Posteriormente, en 1188, la localidad aparece incluida en el Fuero de Valencia de Don Juan.
Baja Edad Media

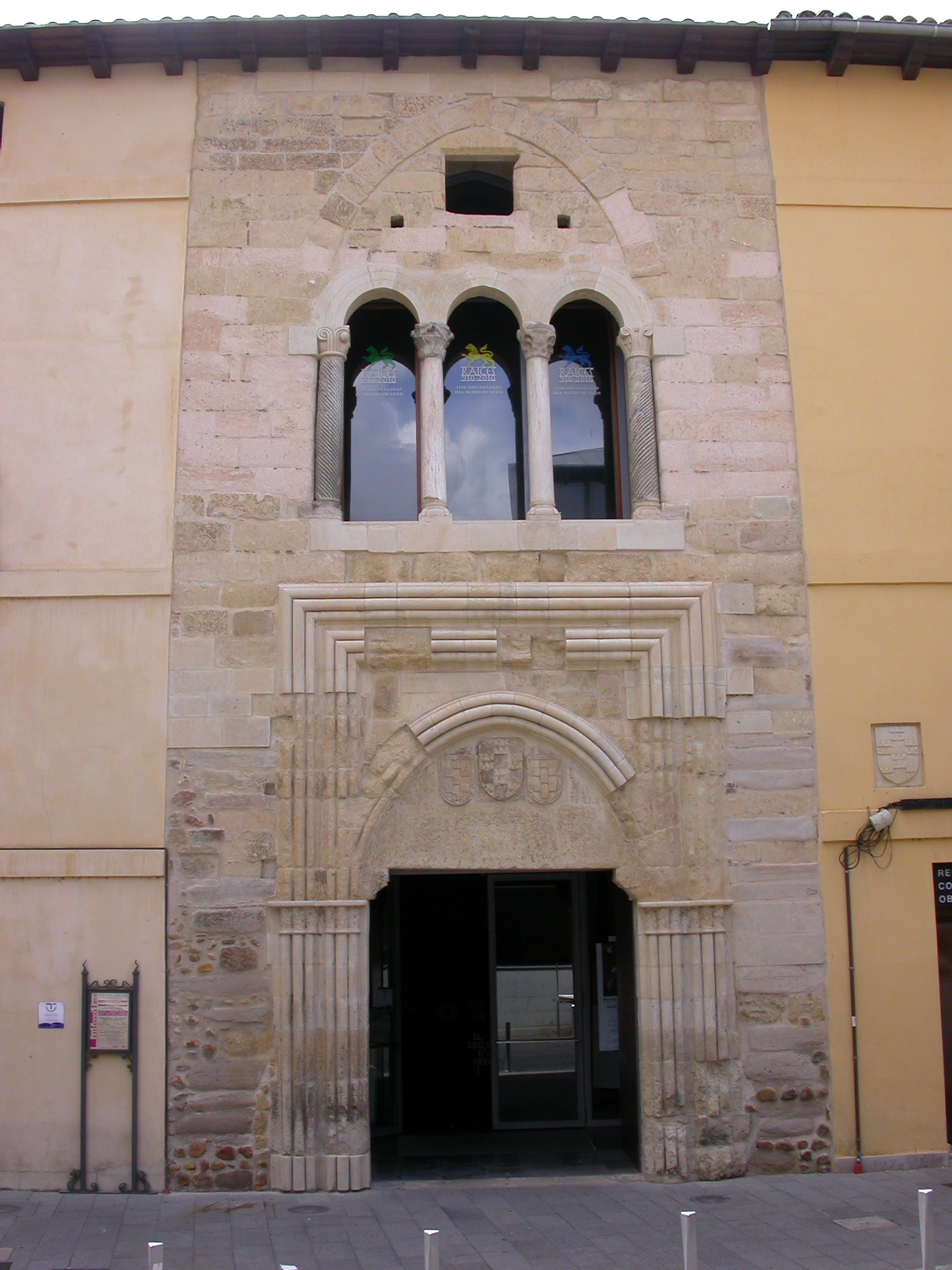
Bercianos fue parte del dominio de los condes de Luna durante los últimos siglos de la Edad Media. En la imagen el Palacio del Conde Luna de León

Debido, quizás, a la menor capacidad de producción de estas tierras de secano, frente a las fértiles propiedades en zonas de ribera, la mayor actividad económica se documenta en el límite oriental del Páramo, próximo al río Esla y a la ciudad de León. Un ejemplo sería Aparicio Johan, miembro del coro de la catedral de León y sacerdote en Bercianos que, entre 1335 y 1347 adquirió varios bienes en la zona; una viña y dos tierras en Bercianos y bienes y dos tierras en Villagallegos.
A partir de ese siglo XIV, la nobleza se asentará con fuerza en estas tierras. Hasta 1363 Pedro Álvarez Osorio tuvo derechos sobre una extensa porción del Páramo pero tras su muerte en 1365, el rey Pedro I amplió el alfoz de León con una cantidad importante de territorios que previamente poseía Pedro Álvarez Osorio. Esto chocó con los derechos eclesiásticos, como queda constatado en la polémica de Villar de Mazarife; aquí la iglesia de León tenía su dominio, pertenecía al alfoz de León y sus habitantes se consideraban de behetría, es decir, creían que podían elegir libremente a su señor.
Por decisiones judiciales pasó a dominar el alfoz de León, territorio directamente dependiente de la ciudad de León en materia judicial y de impuestos. Sin embargo, un documento de 1366 ordena a los regidores leoneses devolver al obispado de León varios lugares que le habían sido arrebatados, lo que modificó la extensión del alfoz leonés. Este, a finales del siglo XV, abarcaba varios lugares del Páramo, entre ellos Bercianos.
Por su parte, el dominio de los Quiñones en el Páramo se remonta al siglo XIII, cuando Pedro Álvarez de Quiñones recibió las posesiones de Urdiales y Santa María del Páramo, patrimonio que se vería acrecentado en los siglos XIV y XV con, por ejemplo, Laguna de Negrillos. En 1462, cuando Diego Fernández de Quiñones recibió el título de Conde de Luna, el dominio de los Quiñones se extendía por Velilla de la Reina, Castrillo de San Pelayo, Celadilla, Santa María del Páramo, Grajal de Ribera, Urdiales, Vilecha, La Antigua, Conforcos, Villamorico, San Pedro Bercianos, Fojedo del Páramo y Bercianos.
En 1465 Enrique IV concedió a Alvar Pérez Osorio el marquesado de Astorga; el dominio de los Osorio en el Páramo debía ser ya muy amplio, a excepción de las posesiones de los Quiñones en torno a Laguna de Negrillos, principalmente, y de la iglesia de Astorga, por lo que tanto el marqués como sus descendientes se titularon señor del Páramo. En 1481 Isabel I de Castilla ordenó al conde de Valencia y al deán de León, Luis Osorio, que no perturbasen al conde de Luna en la posesión de Bercianos, por lo que la localidad perteneció a los Quiñones hasta el final de la Edad Media.

### Edad Moderna

La localidad estuvo integrada dentro del señorío de Laguna de Negrillos, propiedad de los Condes de Luna

Durante esta época, la fisonomía y los tipos de cultivo prácticamente no tenían nada que ver con la realidad agraria actual. De esta manera, había un predominio del cultivo cerealícola, en el que el centeno era dominante, al acaparar en torno al 80 % de la superficie cultivada, aunque sobre la base de la existencia de un sistema de rotación bienal, al aparecer alternando con el barbecho como práctica generalizada.
La ganadería adquiere relativa importancia a lo largo del siglo XVIII, de manera especial en los pueblos situados al norte y oeste de la comarca. Entre las especies con más implantación estaban la especie asnal aunque también estaban representadas la vacuna y la lanar y debía de existir bastante cantidad de ganado mular. La mención de numerosos vecinos de la localidad de Zuares del Páramo dedicados a la compra y venta de borricos, hace pensar en la existencia de una cuidada cabaña de garañones que se debían de exportar a la provincia leonesa y a las vecinas.
Son también reseñables los molinos de linaza (simiente del lino) que producían aceite de linaza, útil como alimento y para dar luz en el candil. El aceite que sobraba se vendía o cambiaba fuera del Páramo. Con los salvados de esta linaza fabricaban el pan de linaza, que era un alimento fundamental de los bueyes del Páramo, al no haber allí praderas en las que pudieran pacer.
Se calcula que a mediados del siglo XVIII existían en todo el Páramo más de 200 molinos dedicados a la molturación de la linaza. Los beneficios estimativos representaban el 46 % del total provincial. Además según el Catastro de Ensenada se constata la existencia en el municipio de telares de lienzos y paños y herrerías.
Por otro lado, los únicos espacios que aparecían relativamente más concentrados y con mayores extensiones serían las praderías y espacios de monte de propiedad comunal. Todos los pueblos tenían sus correspondientes espacios comunales destinados al aprovechamiento ganadero y en beneficio de todos los vecinos. El uso de estos espacios aparecería regulado por parte de los gobiernos concejiles sobre la base de la costumbre transmitida a través de generaciones, normas vigentes que, en algunas localidades, aparecían también consignadas por escrito en ordenanzas concejiles. En algunos pueblos del centro y sur comarcal, también destacarían los quiñones o «senaras», es decir, lotes de tierra comunal que estaban distribuidos entre los vecinos con fines agrícolas.
A partir de finales del siglo XVIII y primera parte del XIX, el crecimiento de la población daría lugar a la extensión de la superficie roturada a costa de la disminución de estos espacios, con la consiguiente transferencia de la propiedad a manos privadas. En algunos casos quedaría justificada esa reducción por una necesidad unánime manifestada por los concejos, aunque, en la gran mayoría de los casos, la alteración de la costumbre preestablecida y garante de la conservación de estos recursos se llevaría a cambio por mecanismos no tan legales.

### Edad Contemporánea

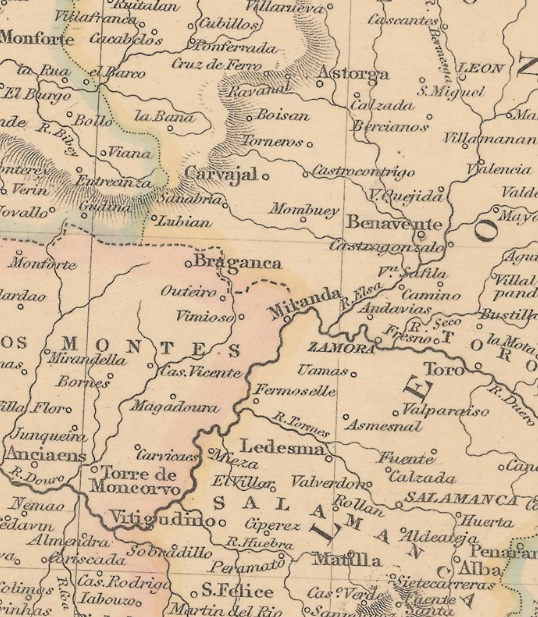
Detalle del mapa "Spain and Portugal" realizado por John Betts en 1838, en el que se puede apreciar Bercianos

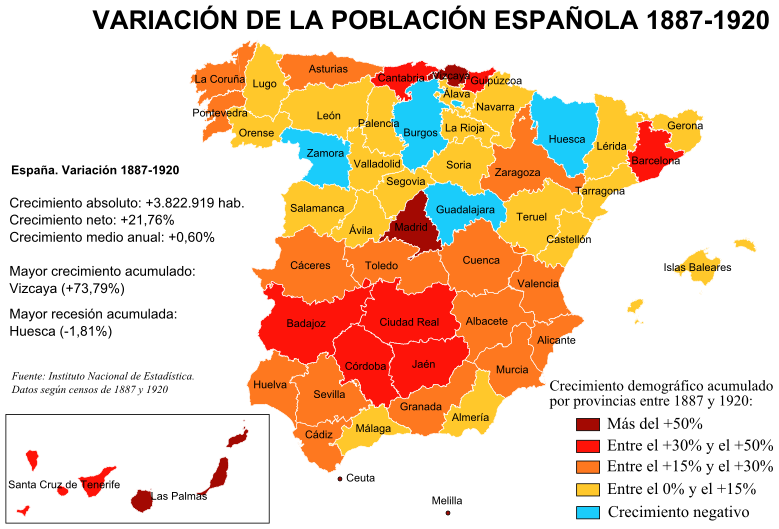
Al contrario que el conjunto de la provincia de León, la localidad sufrió un éxodo migratorio en las primeras décadas del

Sebastián Miñano, en su Diccionario geográfico y estadístico de España y Portugal (1826-1829), señalaba que era lugar señorial perteneciente a la jurisdicción de Laguna de Negrillos, al partido de León y al obispado de León. Lo describe en un páramo seco y árido, presentaba un caserío mediano y contaba con una parroquia. Su población era de 420 habitantes, producía vino, trigo, cebada, centeno y avena, y existía una fábrica de aceite de linaza. A mediados del siglo XIX, Pascual Madoz, en su Diccionario geográfico-estadístico-histórico de España y sus posesiones de Ultramar (1845-1850), lo sitúa en la provincia de León, partido judicial de La Bañeza y ayuntamiento de San Pedro Bercianos.

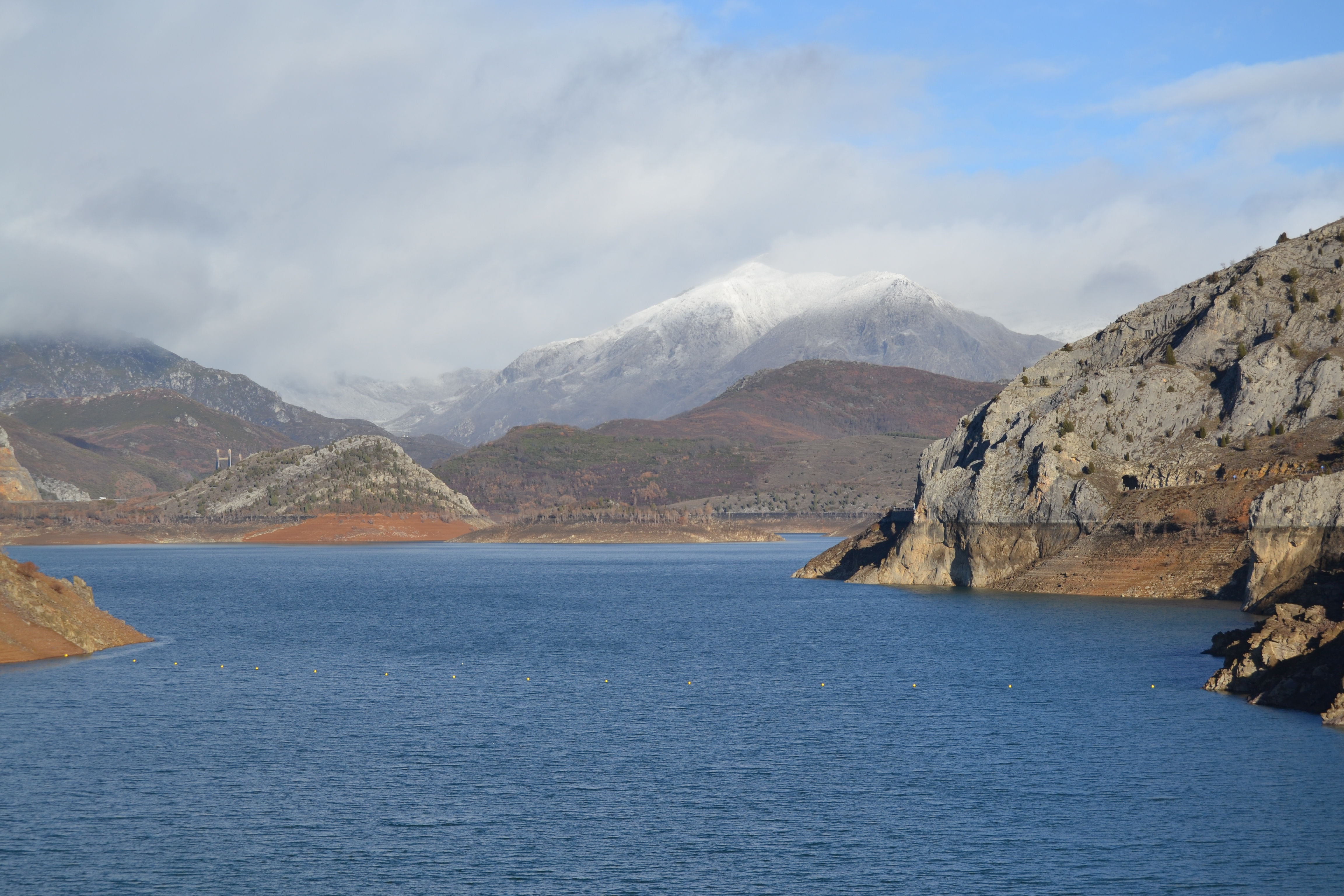
El embalse de Barrios de Luna ha permitido el desarrollo agrario del municipio desde su construcción en los años 50 del pasado siglo

Las primeras décadas del siglo XX aparecen marcadas por las malas comunicaciones y la pobreza del suelo, que provocan una fuerte emigración. Se sigue sembrando centeno, trigo, barbilla, avena y cebada, y se continúa la tradicional práctica del barbecho, aunque en el peor terreno se plantaba viñedo. Se empezaron a sembrar patatas en tierras regadas por el agua de pozos que era subida a través de un cigoñal.
Poco a poco, las tierras empezaron a ser de mediana y grande extensión, a través de las permutas entre vecinos de unas fincas por otras. Con este cambio se introdujeron las norias, sustituyendo a los cigoñales y ahondando los pozos. De esta forma se comenzó a sembrar trigo mocho, alubias, patatas y remolacha. La agricultura se completaba con las 10 o 15 ovejas que solía tener cada familia y que pastoreaba un vecino dedicado a la ganadería ovina, al tener más ovejas que los demás.
En 1959, tras la construcción del embalse de Barrios de Luna, llegó el agua a una buena parte del Páramo, lo que aceleró la transformación del secano en regadío, y el cambio de las estructuras agrarias que había comenzado años atrás. Los pozos, las norias, las viñas y los primitivos sistemas de explotación desaparecieron para dar paso a canales, acequias, concentraciones parcelarias y, sobre todo, agua. Las nuevas infraestructuras permitieron la mecanización y la incorporación de cultivos industriales. Al mismo tiempo, los animales de trabajo fueron sustituidos por una ganadería más rentable.
La puesta en regadío del Páramo tuvo una enorme trascendencia social y económica: aumento de las ganancias, reforma del medio natural, atenuación de la emigración, modificación de hábitos y costumbres tradicionales, desapareciendo, por ejemplo, la realización de trabajos comunales, hacenderas o facenderas, que los concejos parameses realizaban desde tiempos inmemoriales.

## Demografía

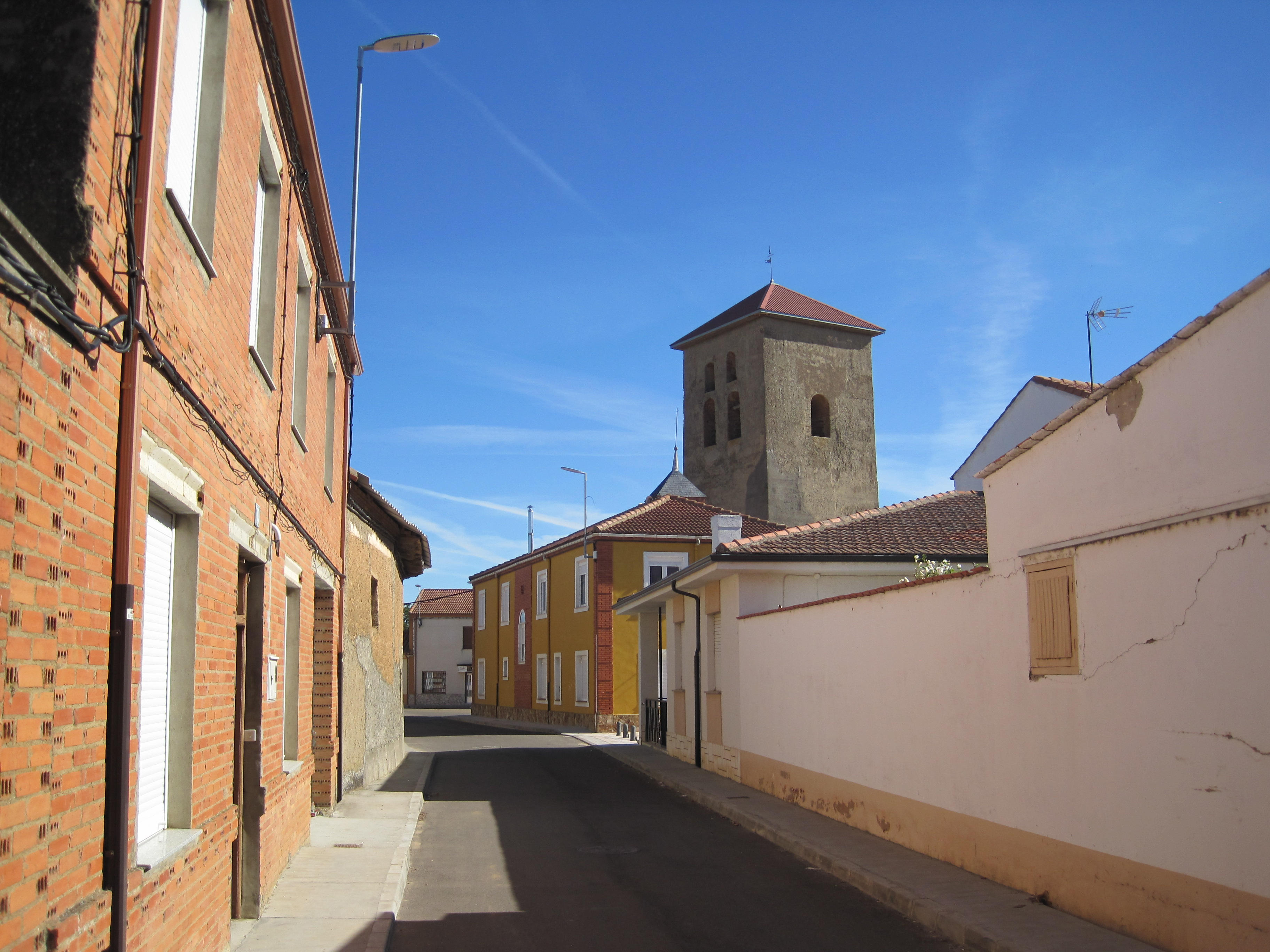
Calle Mayor

Bercianos del Páramo cuenta con una población de 522 habitantes (INE 2024).
Evolución de la población
| Gráfica de evolución demográfica de Bercianos del Páramo entre 1860 y 2021 |
| |
| Población de derecho según los censos de población del INE Población de hecho según los censos de población del INE En 1860 aparece este municipio porque se segrega de San Pedro de Bercianos |

Distribución de la población
Las entidades de población que componen el municipio de Bercianos del Páramo son las siguientes:
| Entidad de Población | Coordenadas                               | Pob. (2016) |
| -------------------- | ----------------------------------------- | ----------- |
| Bercianos del Páramo | 42°22′50″N 5°42′12″O / 42.38056, -5.70333 | 331         |
| Villar del Yermo     | 42°20′59″N 5°41′18″O / 42.34972, -5.68833 | 140         |
| Zuares del Páramo    | 42°19′40″N 5°41′02″O / 42.32778, -5.68389 | 134         |
| Total                |                                           | 605         |
| Fuente: INE, 2016    |                                           |             |

Movimiento migratorio
En cuanto al colectivo inmigrante, según el padrón municipal de 2016 del INE, en Bercianos del Páramo no residían personas procedentes de otros países.

## Economía
El sector primario siempre ha tenido un peso importante en la economía del municipio. La riqueza de las tierras de regadío, gracias al agua procedente del embalse de Barrios de Luna, provoca que casi el 64 % de los trabajadores del municipio se inscriban en este sector mientras que, por el contrario, las empresas del sector primario apenas suponen un 15,79 %. Los cultivos mayoritarios son de trigo y cebada en secano y maíz y remolacha en regadío, aunque también se utiliza parte de las riberas de los arroyos para la silvicultura, con la plantación intensiva de chopos. La ganadería se centra sobre todo en la cabaña ovina, porcina y vacuna. Respecto a la distribución del suelo, los terrenos municipales se distribuyen de la siguiente forma: herbáceos (85,08 %), pastos (5,62 %), forestales (0,62 %), leñosos (0,02 %) y otros usos (8,66 %).
El sector secundario es el que menor número de trabajadores emplea, tan sólo un 2 %, aunque el número de empresas comprende el 10,53 % del total. Respecto al sector de la construcción, ocupa un 12,16 % de trabajadores y las empresas representan un 26,32 %. Por último, el sector servicios emplea al 21,62 % del total de trabajadores, y representan el 47,37 % de empresas. Predomina un comercio tradicional, con un supermercado en el centro de la localidad.
En cuanto al desempleo, a raíz de la crisis económica existente desde 2008 el número de parados se ha incrementado y así, según el Servicio Público de Empleo Estatal, si en octubre de 2007 el paro registrado era de 4 personas, en septiembre de 2017 ascendía a 21 personas, de las cuales 10 eran hombres y 11 eran mujeres.
Comunidad de Regantes del Páramo Medio

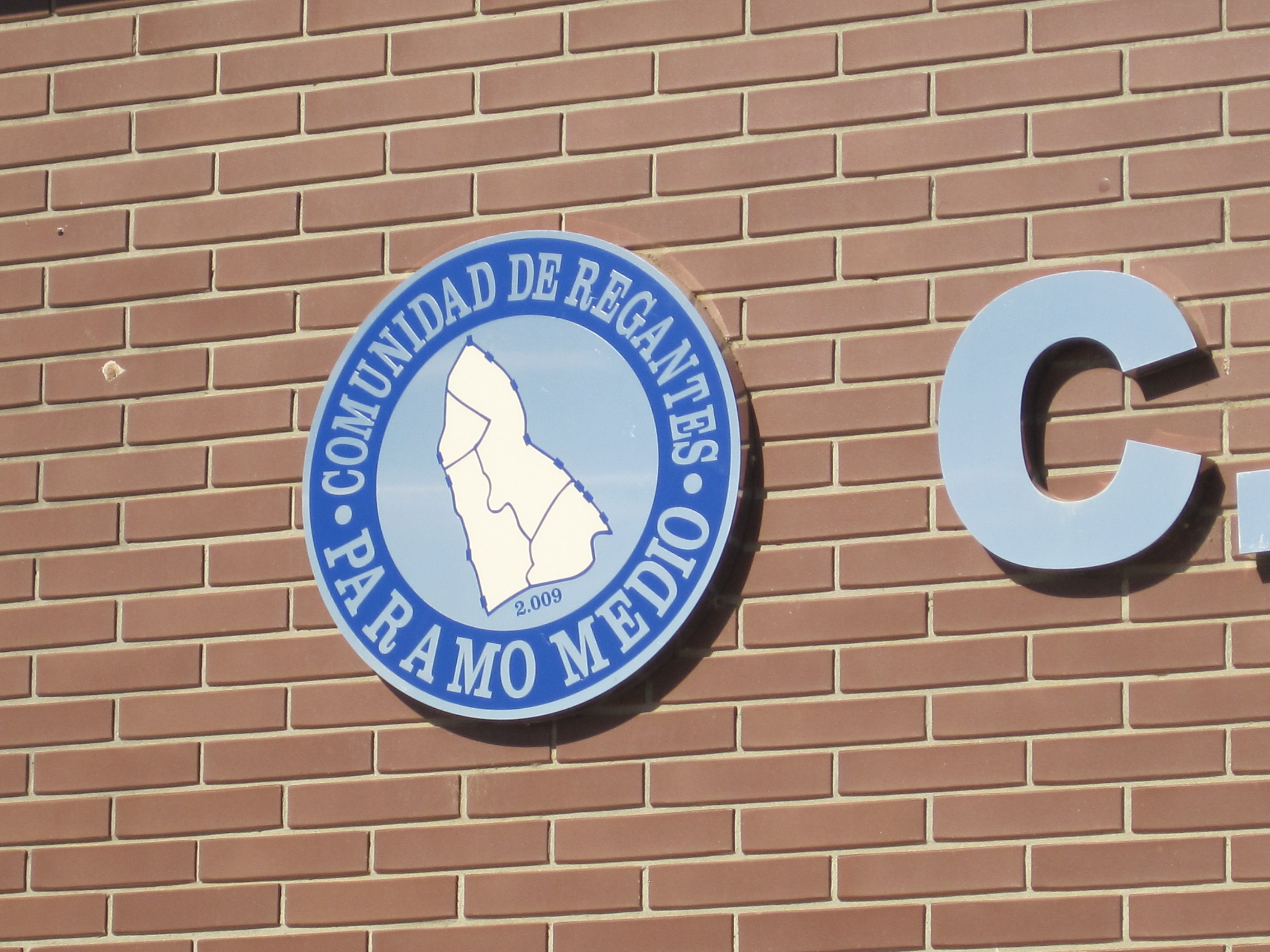
La Comunidad de Regantes del Páramo Medio tiene su sede en Bercianos del Páramo

El municipio está integrado en la Comunidad de Regantes del Páramo Medio, cuya sede se encuentra en Bercianos. Esta comunidad se formó en 2009 por segregación de la anterior Comunidad de Regantes del Páramo Bajo, y forman parte de ella las localidades de Villar del Yermo, Bercianos del Páramo y Zuares del Páramo, todas ellas pertenecientes al municipio de Bercianos del Páramo, San Pedro Bercianos, dentro del municipio homónimo, Fontecha del Páramo, Palacios de Fontecha, Pobladura de Fontecha y Villagallegos, pertenecientes al municipio de Valdevimbre, y Villacalbiel, San Esteban de Villacalbiel y Villibañe dentro del municipio de Villamañán.
La superficie total de esta comunidad es de 5600 hectáreas, de las cuales 4763 son tierras de regadío modernizadas, todas ellas abastecidas con el agua procedente del embalse de Barrios de Luna.

## Transporte y comunicaciones

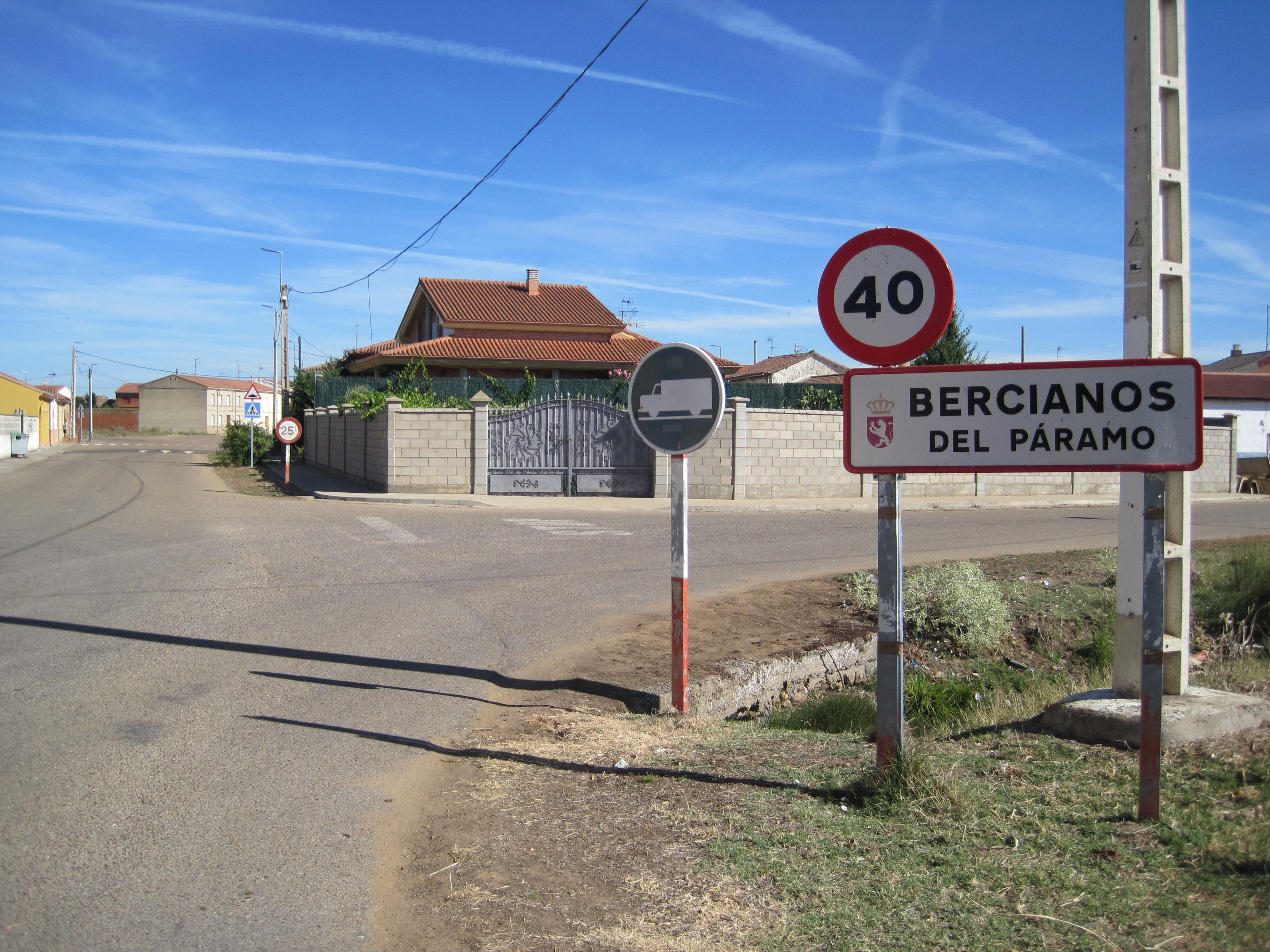
Entrada a la localidad desde la carretera de Villar del Yermo

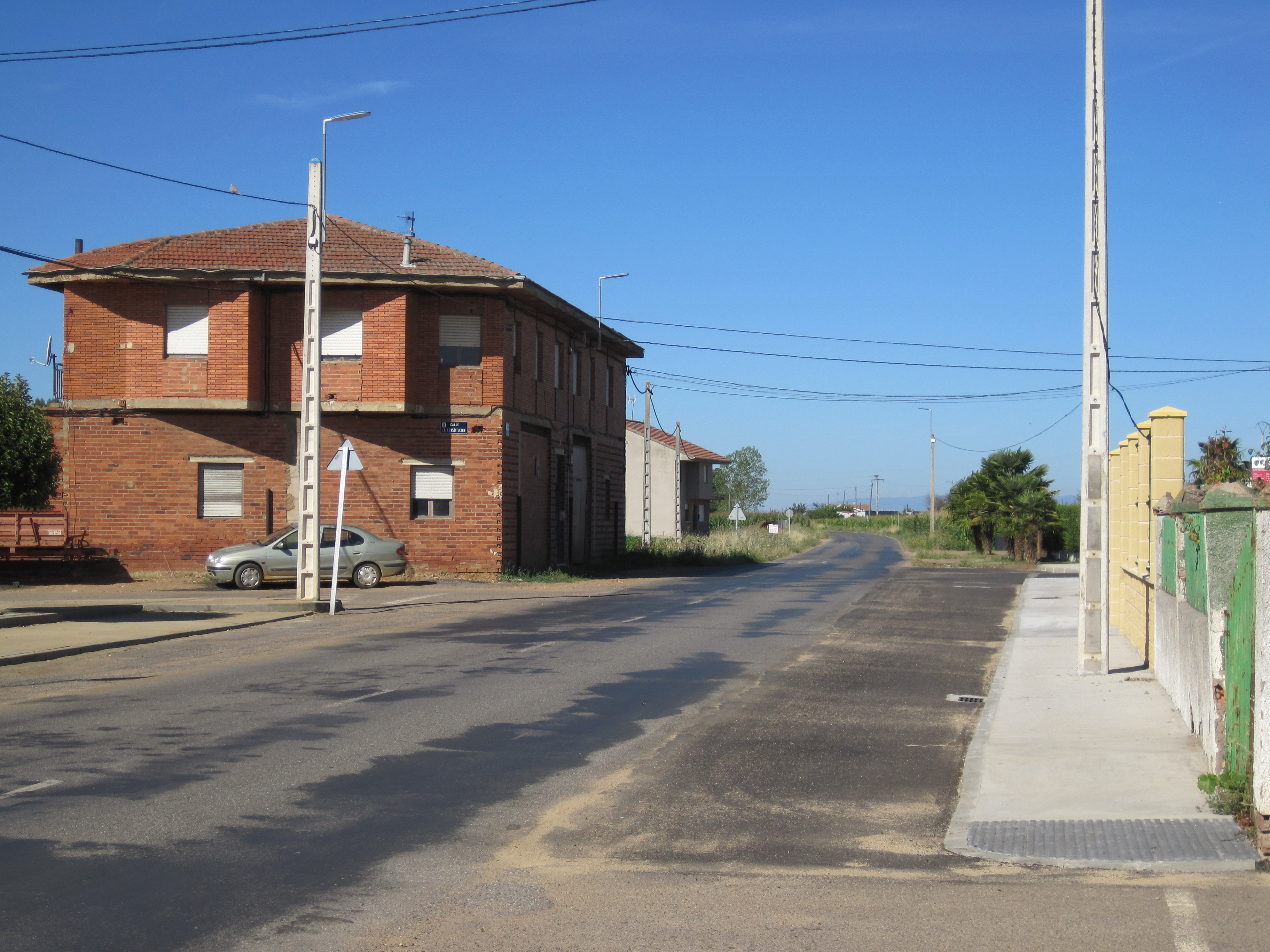
Entrada a la localidad desde la carretera de Santa María del Páramo

#### Parque de vehículos de motor
En 2014, el municipio contaba con un total de 752 vehículos de motor, que representa un índice de 723,7 automóviles por cada 1000 habitantes. Los puntos de Inspección Técnica de Vehículos más cercanos se encuentran en Cembranos y en Onzonilla.
| Tipo de vehículo | Cantidad |
| Automóviles      | 461      |
| Camiones         | 77       |
| Ciclomotores     | 90       |
| Motocicletas     | 34       |
| Autobuses        | 0        |
| Furgonetas       | 45       |
| Total            | 752      |

#### Red viaria
Bercianos del Páramo está conectado con otras localidades de la comarca a través de dos viales de la red secundaria:
| Identificador | Denominación         | Itinerario                                                    | Longitud (km) |
| ------------- | -------------------- | ------------------------------------------------------------- | ------------- |
| LE-6523       | Carretera provincial | Santa María del Páramo - Bercianos del Páramo - Villagallegos | 8,420         |
| LE-6515       | Carretera provincial | CL-621 - Villar del Yermo - Bercianos del Páramo              | 5,500         |

#### Transporte público
Autobús
Para el transporte de viajeros por autobús, la compañía ALSA ofrece servicios por carretera entre el municipio y varios destinos provinciales y comarcales como por ejemplo León y Santa María del Páramo.
Ferrocarril

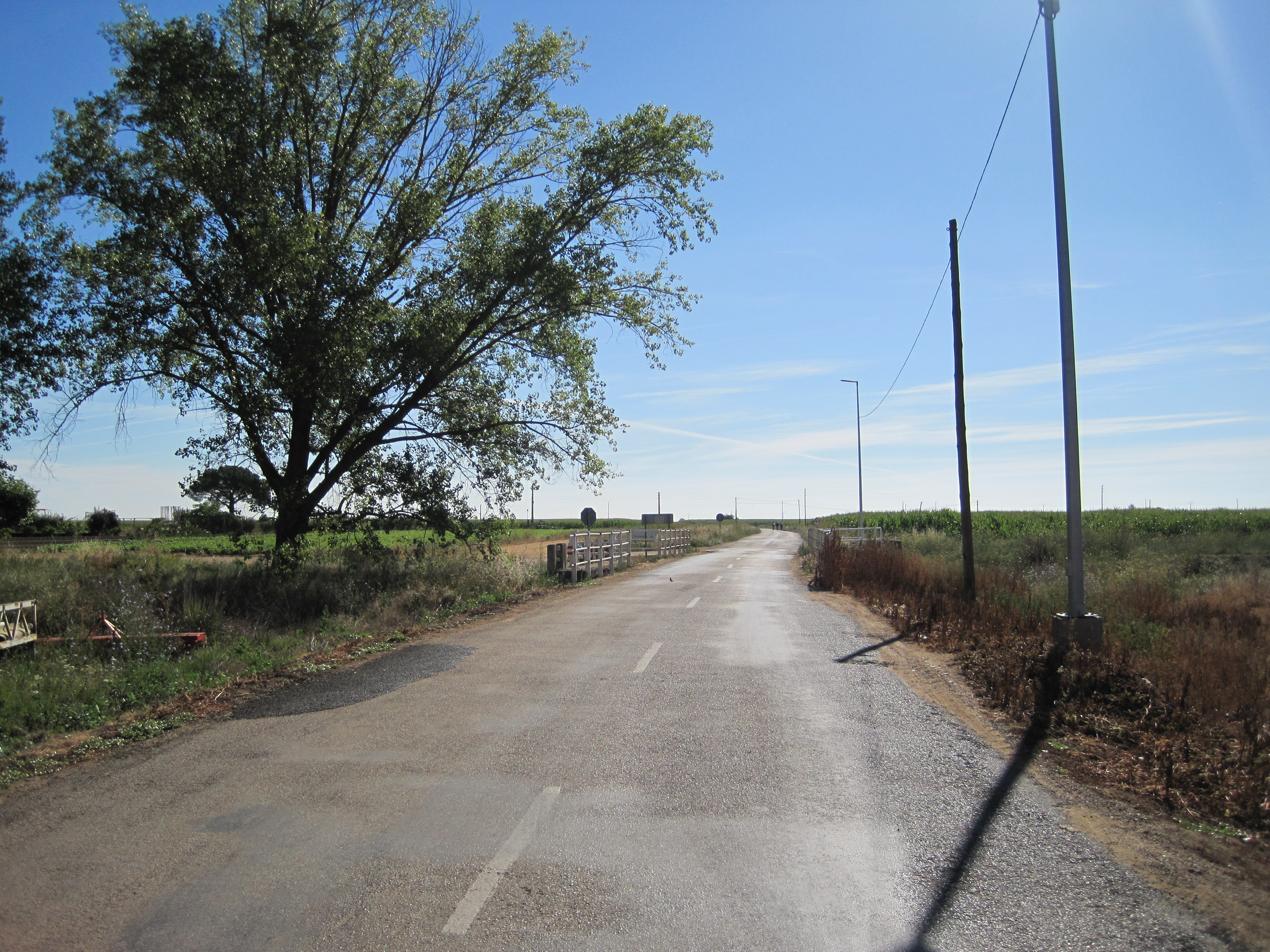
Vial de acceso a Bercianos del Páramo desde Villagallegos y Valdevimbre

La estación de ferrocarril más cercana a Bercianos del Páramo es la estación de Veguellina, situada a 20 kilómetros de la localidad, siendo la estación de León la más importante cercana al municipio, a 29 kilómetros de la localidad, contando con servicios de alta velocidad desde 2015.
Transporte aéreo
El aeropuerto de León, que entró en servicio en 1999, es el único aeropuerto ubicado en la provincia y el más cercano al municipio, encontrándose entre Valverde de la Virgen y San Andrés del Rabanedo, a 33 kilómetros de Bercianos del Páramo. Asimismo, las otras opciones más cercanas para el transporte aéreo son los aeropuertos de Valladolid y Asturias, situados a 113 y 187 kilómetros respectivamente.

## Símbolos
El escudo heráldico municipal fue aprobado el 13 de diciembre de 1985 y oficializado el 7 de marzo de 1986. Su descripción es la siguiente:

En campo de azur, sostenida de ondas de plata y azur, una noria de oro, surmontada de una espiga del mismo metal, acompañada de dos remolachas de plata hojadas de sinople. Al timbre, corona real de España.

## Administración y política
Administración municipal
La administración local del municipio se realiza a través de un ayuntamiento de gestión democrática, cuyos componentes se eligen cada cuatro años por sufragio universal. El censo electoral está compuesto por todos los residentes empadronados en Bercianos del Páramo, mayores de 18 años y con nacionalidad de cualquiera de los países miembros de la Unión Europea. Según lo dispuesto en la Ley del Régimen Electoral General, que establece el número de concejales elegibles en función de la población del municipio, la corporación municipal está formada por 7 ediles (9 hasta 1991), los cuales se han distribuido de la siguiente forma en los últimos años:
| Partido político        | 1979    | 1979       | 1983    | 1983       | 1987  | 1987       | 1991    | 1991       | 1995    | 1995       | 1999    | 1999       |
| Partido político        | % votos | concejales | % votos | concejales | votos | concejales | % votos | concejales | % votos | concejales | % votos | concejales |
| PSOE                    | 24,35   | 2          | 35,79   | 3          | 41,03 | 4          | 36,15   | 3          | 38,9    | 3          | 47,22   | 3          |
| PP                      | -       | -          | 34,78   | 3          | 32,47 | 3          | 28,15   | 3          | 37,01   | 3          | 37,61   | 3          |
| UCD                     | 44,84   | 4          | -       | -          | -     | -          | -       | -          | -       | -          | -       | -          |
| CDS                     | -       | -          | -       | -          | 25,69 | 2          | -       | -          | -       | -          | -       | -          |
| UPL                     | -       | -          | -       | -          | -     | -          | -       | -          | 23,15   | 1          | 13,32   | 1          |
| Agrupación de Electores | 30,81   | 3          | -       | -          | -     | -          | -       | -          | -       | -          | -       | -          |
| Independientes          | -       | -          | 29,43   | 3          | -     | -          | 34,46   | 3          | -       | -          | -       | -          |

| Partido político | 2003    | 2003       | 2007    | 2007       | 2011  | 2011       | 2015  | 2015       |
| Partido político | % votos | concejales | % votos | concejales | votos | concejales | votos | concejales |
| PSOE             | 51,22   | 4          | 40,14   | 3          | 41,47 | 3          | 45,02 | 3          |
| PP               | 45,28   | 3          | 40,33   | 3          | 54,95 | 4          | 51,58 | 4          |
| Independientes   | -       | -          | 17,54   | 1          | -     | -          | -     | -          |

| Periodo   | Nombre del alcalde               | Partido político |
| --------- | -------------------------------- | ---------------- |
| 1979-1983 | Francisco Chamorro Martínez      | ACL              |
| 1983-1987 | Teodosio Benéitez Castrillo      | PSOE             |
| 1987-1991 | Enrique Castrillo Martínez       | PSOE             |
| 1991-1999 | María Cruz Fidalgo Grande        | PSOE             |
| 1999-2003 | María Milagros Beneítez Barragán | PP               |
| 2003-2007 | María Cruz Fidalgo Grande        | PSOE             |
| 2007 -    | María Milagros Beneítez Barragán | PP               |

Áreas municipales

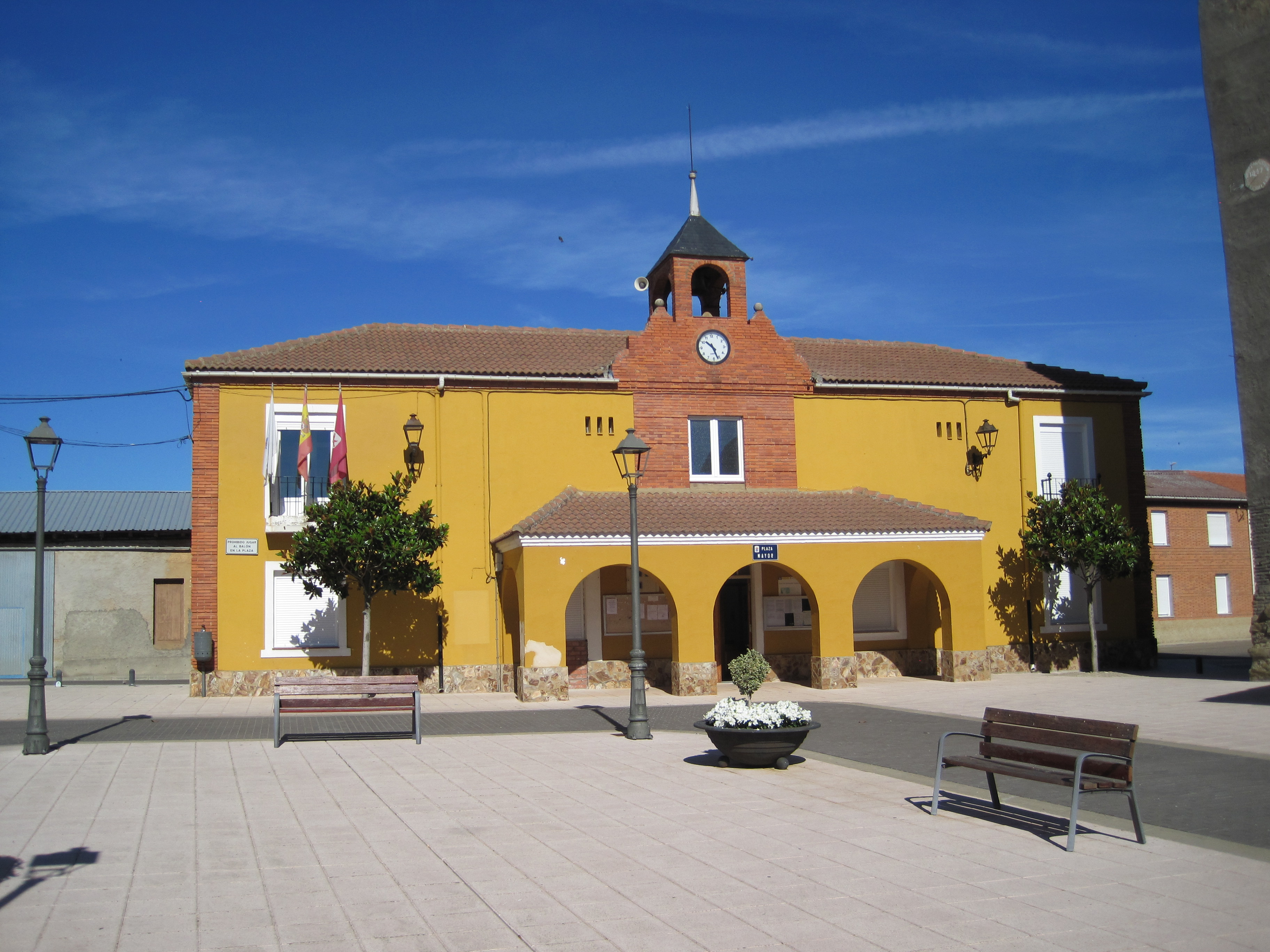
Casa consistorial

La gestión ejecutiva municipal está organizada en varias áreas al frente de las cuales hay un concejal del equipo de gobierno. Cada área de gobierno tiene varias delegaciones en función de las competencias que se le asignan y que son variables de unos gobiernos municipales a otros. El actual equipo de gobierno está encabezado por la alcaldesa María Milagros Benéitez Barragán.
División administrativa
En el municipio, además de la cabecera, se encuentran las localidades de Villar del Yermo y Zuares del Páramo, ambas integradas en la gestión municipal a través de sus respectivas Juntas Vecinales, cuyos componentes se eligen cada cuatro años por sufragio universal.
Administración judicial
Bercianos del Páramo pertenece al partido judicial número 3 de la provincia de León, con sede en La Bañeza, cuya demarcación comprende dicha ciudad más otras poblaciones de las comarcas limítrofes, y cuenta con dos juzgados de primera instancia e instrucción.

## Equipamientos y servicios
Educación

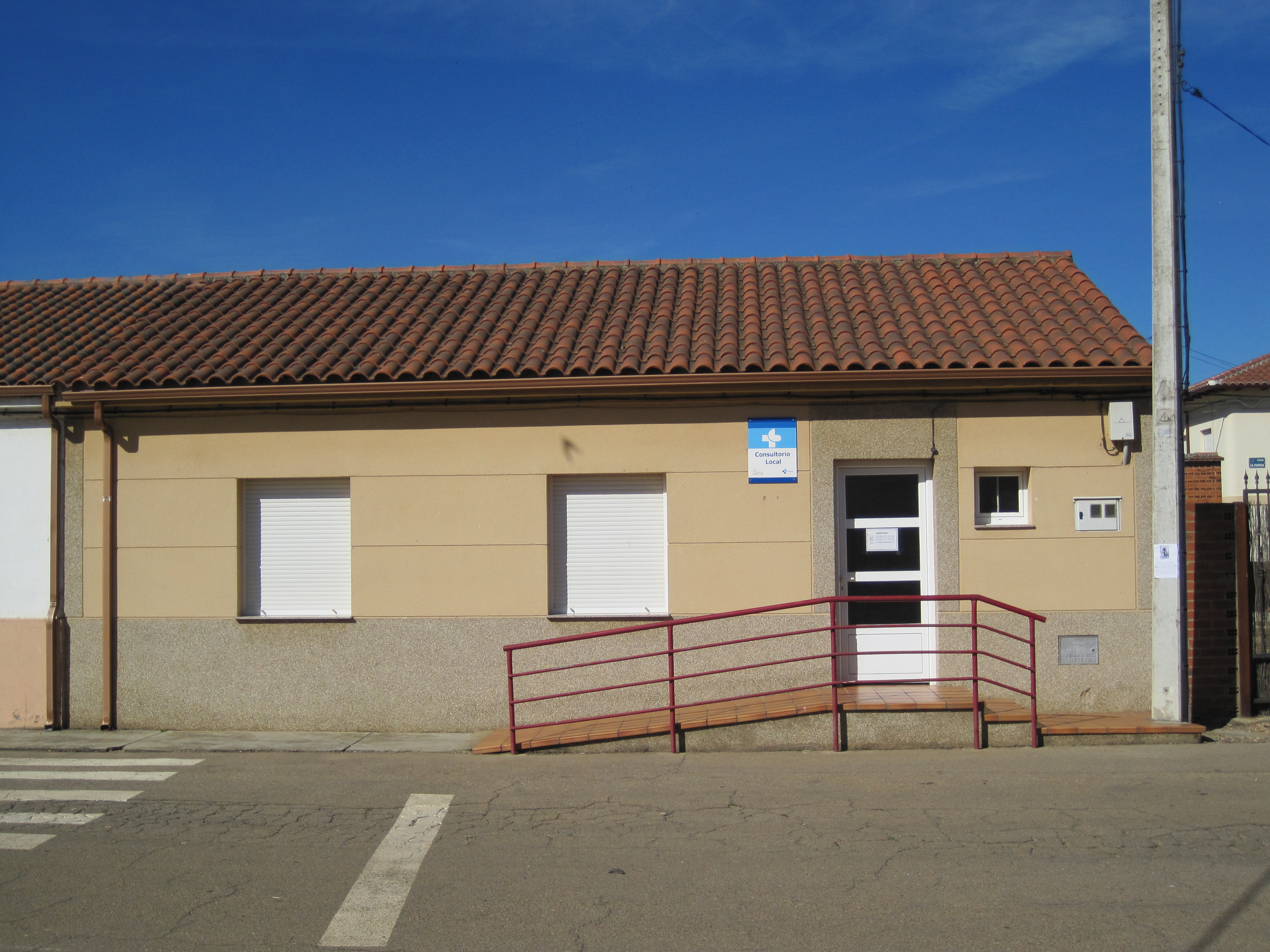
Consultorio médico de Bercianos del Páramo

El municipio no cuenta con centros educativos por lo que, a nivel de educación infantil y primaria, sus alumnos acuden al CEIP «Benito León» en Santa María del Páramo. En cuanto a educación secundaria, sus estudiantes acuden al IES «Valles del Luna», también en Santa María del Páramo. Ambos centros están gestionados por la Consejería de Educación de la Junta de Castilla y León a través de la Dirección Provincial de Educación de León.
Sanidad y servicios sociales
El sistema sanitario del municipio se presta a través del sistema público de salud, gestionado por Sacyl (Sanidad Castilla y León), mediante un consultorio médico que ofrece varios servicios a la semana, dependiente del centro de salud de Santa María del Páramo. Este cuenta con un servicio de guardia y en él se centraliza la zona básica de salud «Santa María del Páramo», que atiende a un total de diez municipios.
La localidad cuenta con una farmacia, y en relación con centros hospitalarios, sus habitantes acuden a los existentes en la capital provincial como el Hospital de León. En cuanto a servicios sociales, Bercianos del Páramo pertenece al Centro de Acción Social (CEAS) de Santa María del Páramo, con sede en el Ayuntamiento.

## Cultura

### Patrimonio
Iglesia de San Vicente

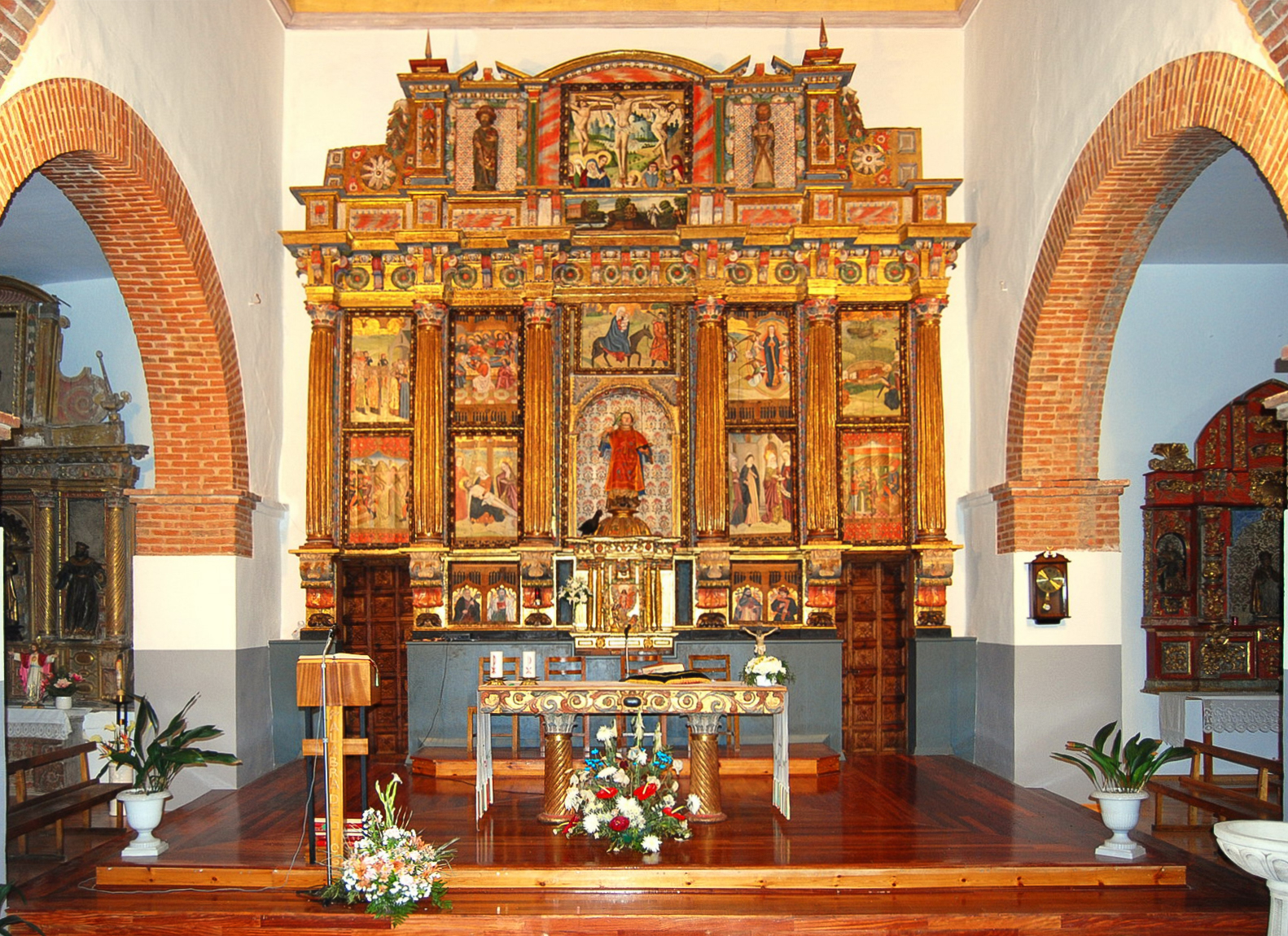
Retablo mayor de la iglesia, en el cual se encuentran varias tablas góticas de mediados del

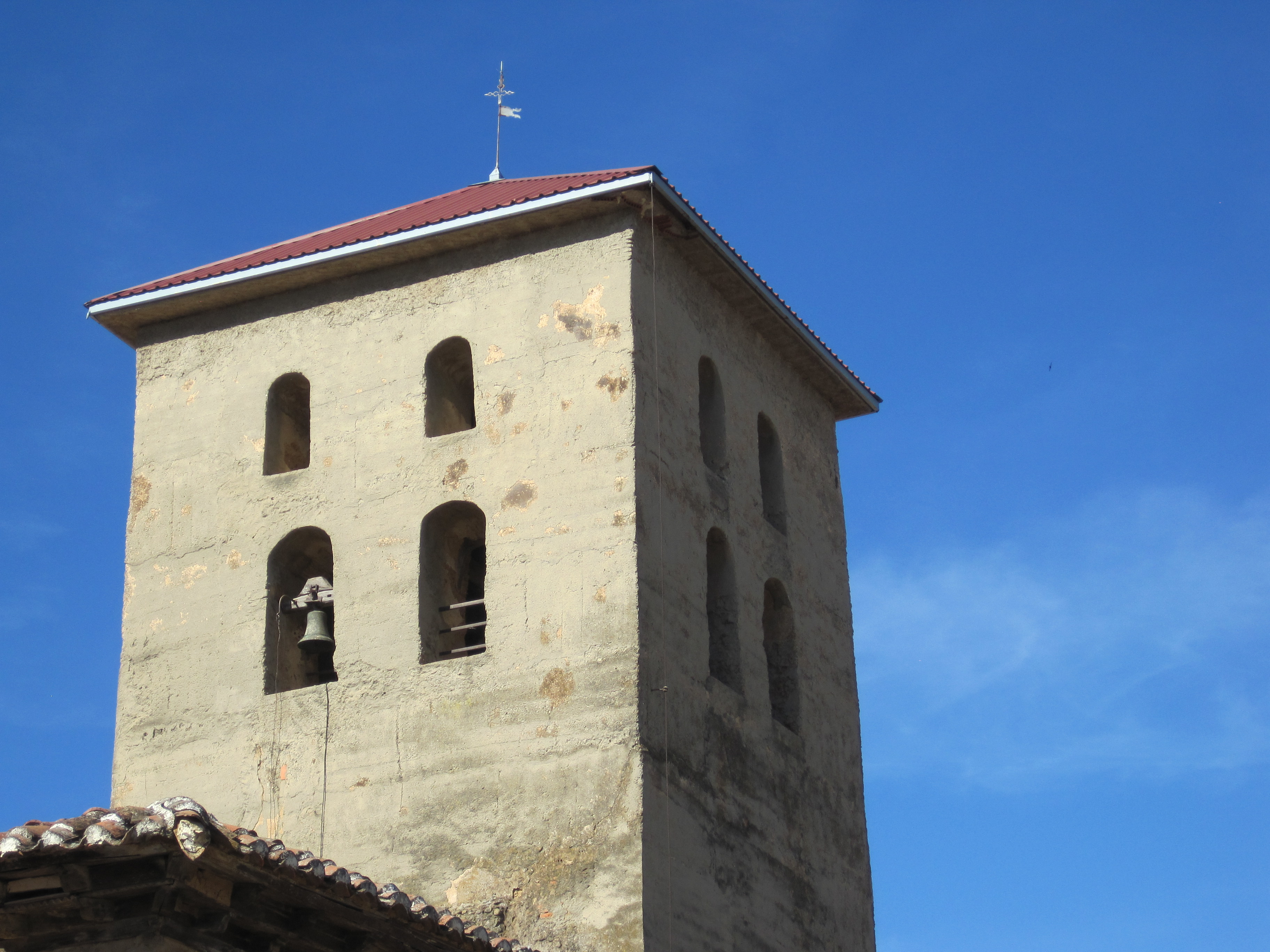
Detalle de la torre

Se trata de un templo católico, parroquia de la localidad, construido en ladrillo entre los siglos XVI y XVII en el mismo lugar en el que se levantaba otro más antiguo, de origen gótico. Presenta planta rectangular de una sola nave, torre cuadrada y porche lateral. En su interior, encalado en blanco, destaca el altar mayor; tanto su retablo como el sagrario y la talla central corresponden al estilo barroco castellano, del siglo XVII.
El retablo central, dedicado a San Vicente, se compone de banco, dos pisos distribuidos en cinco calles, entablamento y ático en tres calles. En él se aprovecharon varias tablas góticas de mediados del siglo XV que representan escenas de la vida de Cristo y del santo titular del templo. En el cuerpo superior también destacan dos tallas de los siglos XIV-XV, situadas a ambos lados del Crucificado, que representan a San Andrés y a Santiago.
En el lado derecho de la nave destaca la imagen de la Virgen negra con el Niño sentado en sus rodillas; se trata de una escultura de 81 cm de alto, asentada en trono sobre peana y datada entre los siglos XII-XIII. En el lado opuesto destaca, también sobre peana, una Virgen llamada del Carmen, datada en el siglo XVI y similar a la Virgen de la Encina de Ponferrada, así como las imágenes de la Asunción, Virgen del Rosario y Calvario del siglo XVII y las de Santiago y San Andrés, del siglo XIV. Manuel Gómez-Moreno, en su momento, no registró noticia alguna sobre dos tallas de un obispo y un clérigo del siglo XIII y un santo franciscano sin datación.
En el año 2000 la nave lateral derecha sufrió un derrumbe y fue restaurada dos años más tarde. Entre 2008 y 2009 la Fundación del Patrimonio Histórico de Castilla y León, en colaboración con la parroquia, financió la restauración del retablo mayor debido a los numerosos daños que presentaba.

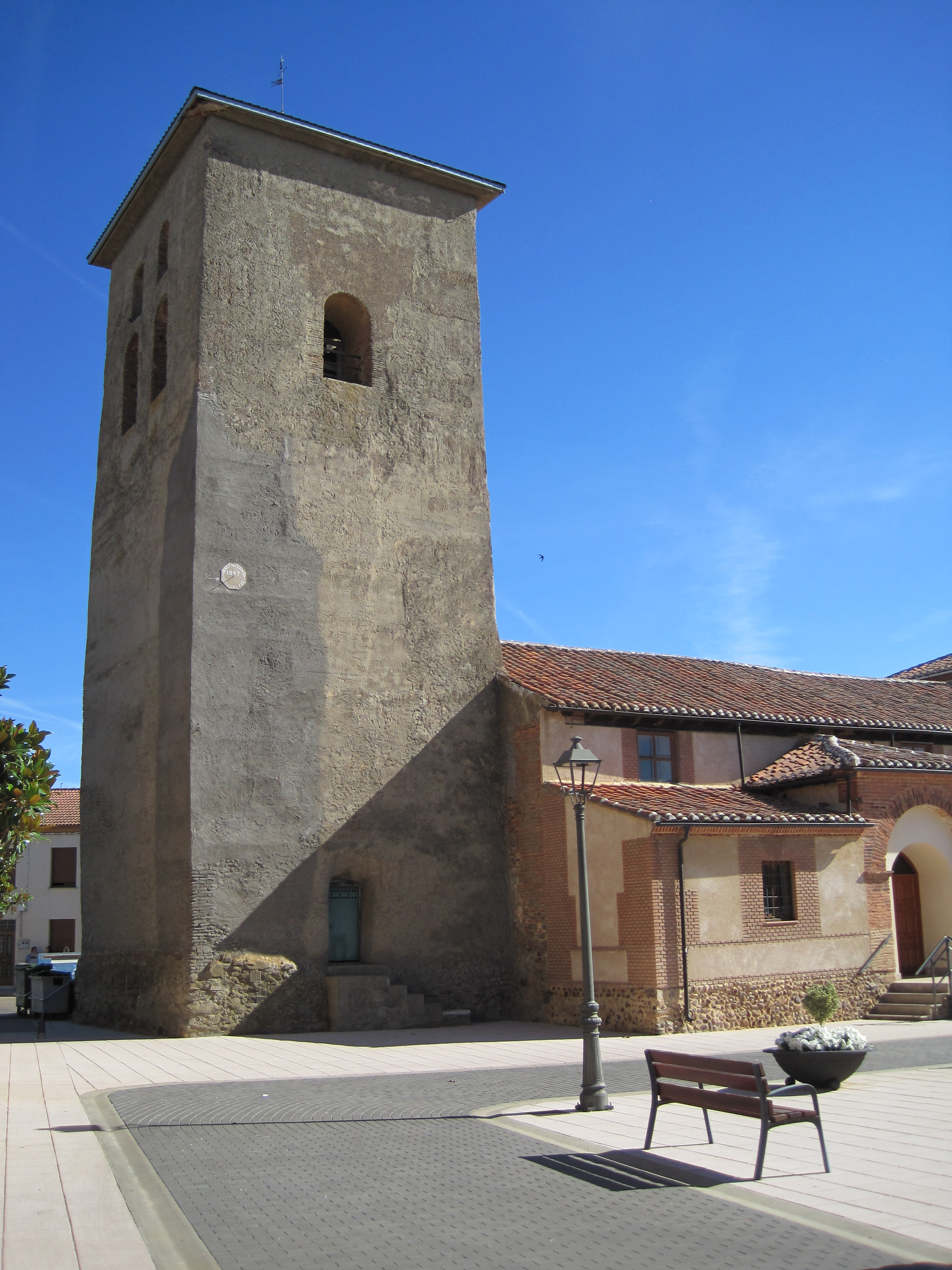
Vista de la torre
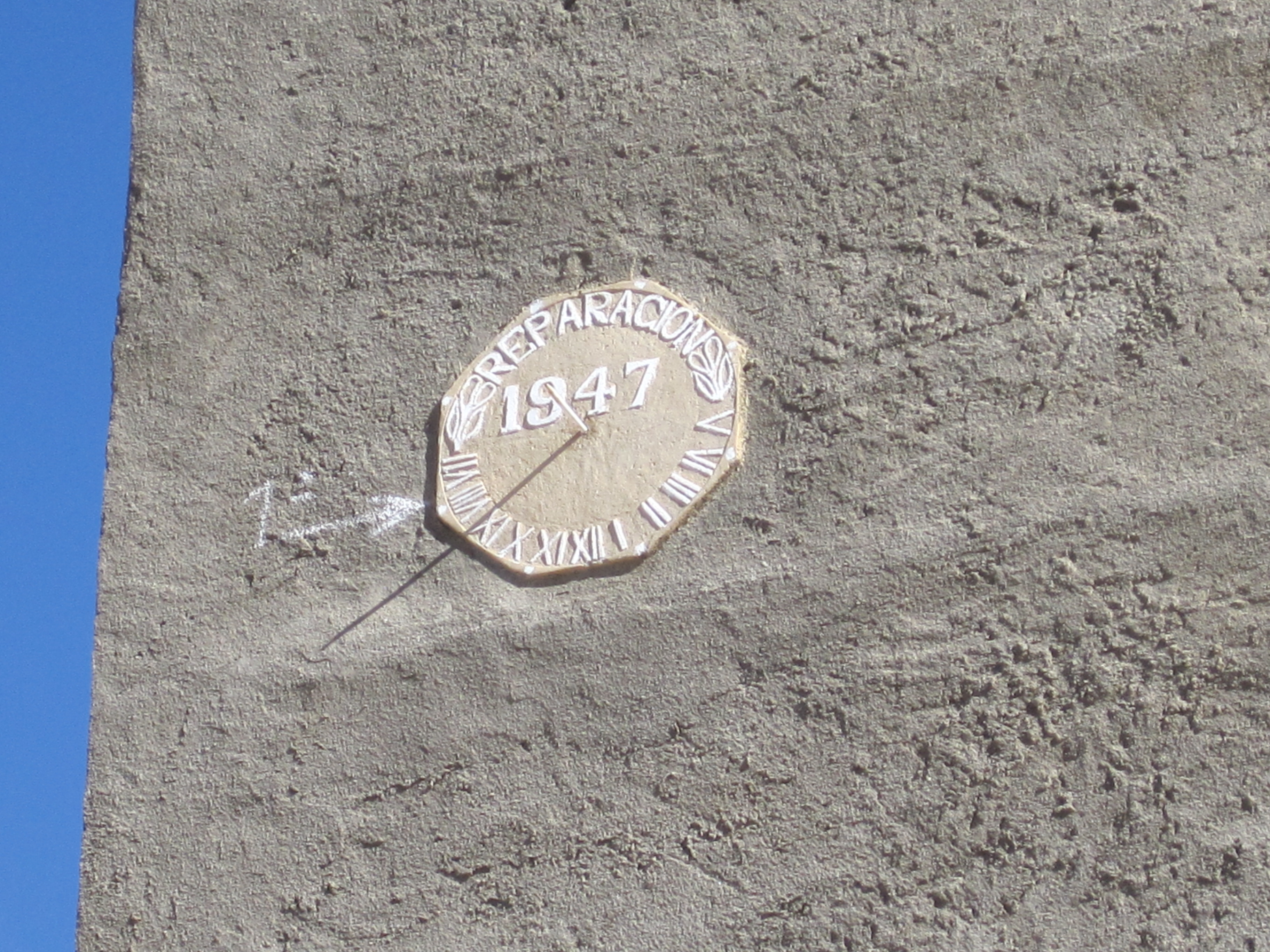
Reloj solar colocado con motivo de la reparación de la iglesia en 1947
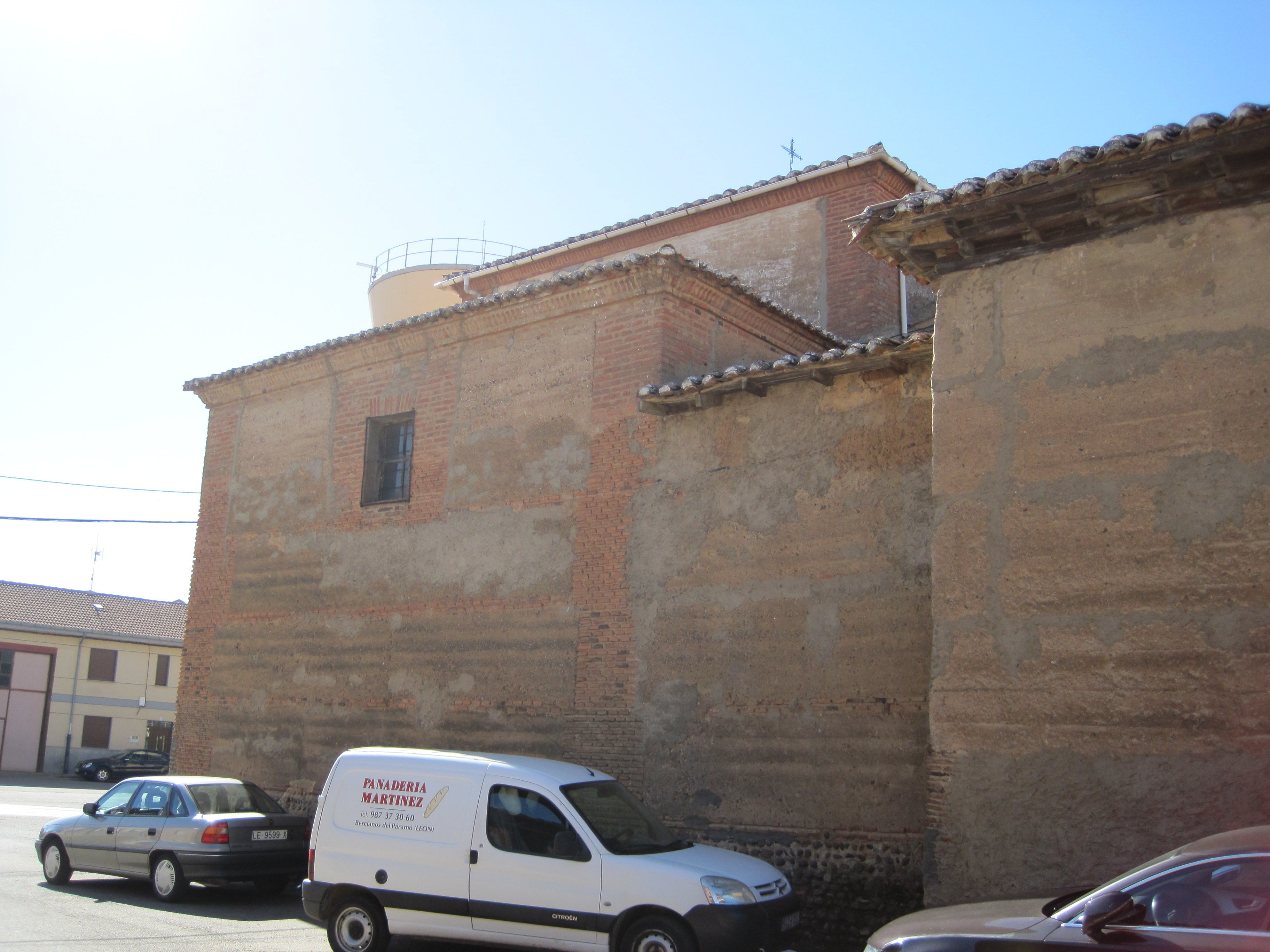
Vista exterior de la cabecera

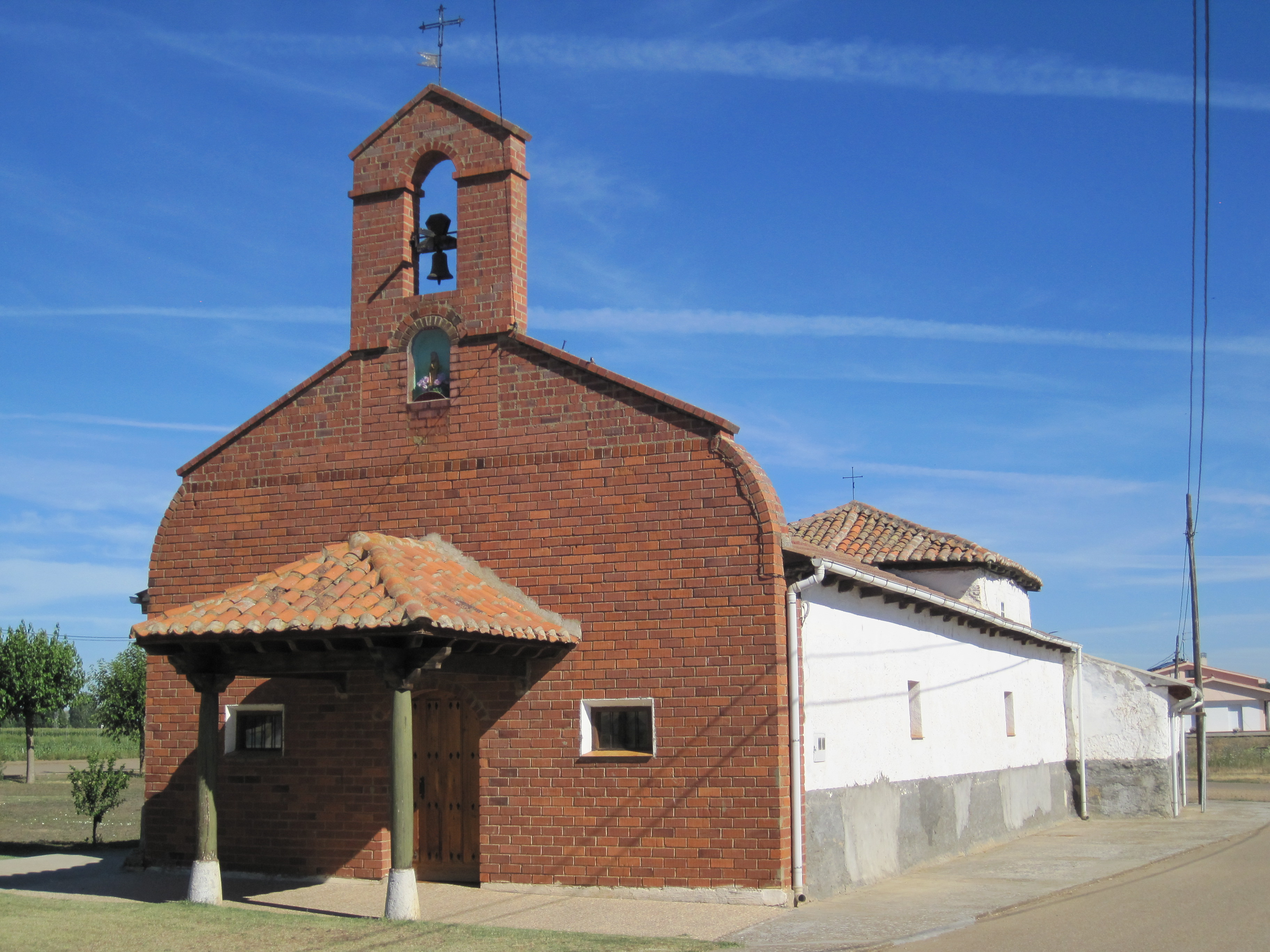
Ermita del Cristo de las Eras
Se trata de un edificio de planta rectangular, construido en ladrillo, que cuenta en su interior con un pequeño retablo donde descansa la imagen del Cristo de las Eras. Desde su construcción ha sido un referente para la localidad y para la vecina San Pedro Bercianos debido a la costumbre de tocar la esquila de la ermita cuando había tormenta para alejar el granizo de las plantaciones. Las puertas de la ermita se abren el 3 de mayo para celebrar la fiesta de la Santa Cruz y el 14 de septiembre con el Cristo.

### Festividades y eventos
A lo largo del año son varios los eventos festivos que tienen lugar en Bercianos del Páramo. Cronológicamente, el 22 de enero se celebra el patrón de la localidad, San Vicente, festividad durante la cual se organizan varias actividades de ocio y entretenimiento como actuaciones musicales y juegos populares.
El 3 de mayo tiene lugar la celebración de la Santa Cruz y el día 15 del mismo mes se celebra San Isidro Labrador, patrón de los agricultores, festividad tradicional en las localidades de tradición agrícola. Ya en septiembre, el día 14 se festeja el Cristo.
Durante la tercera semana de agosto tiene lugar la Semana Cultural de Bercianos del Páramo, en la cual se organiza un programa de actividades que incluye exposiciones, conferencias, juegos tradicionales, actuaciones teatrales y torneos deportivos, entre otras.

### Tradiciones
Una de las tradiciones más destacadas de la localidad corresponde al toque tradicional de la esquila en la ermita de la Vera Cruz, cuyo volteo continuado, según la creencia popular, ahuyentaría las tormentas que pudieran causar daños en los cultivos. Para ello, la Cofradía del Santo Cristo elegía el día de San Silvestre un alguacil-campanero que se encargaría de tocar la esquila cada vez que se observasen indicios de tormenta.
El toque de la esquila se podía escuchar también en la vecina localidad de San Pedro Bercianos, por lo que dicho toque servía a los habitantes de las dos localidades. Esta tradición se ha ido perdiendo en los últimos años, aunque todavía en la actualidad las personas de mayor edad siguen conservando la tradición de tocar la esquila en ocasiones destacadas. Además del toque de la esquila, existía la siguiente estrofa:

### Gastronomía

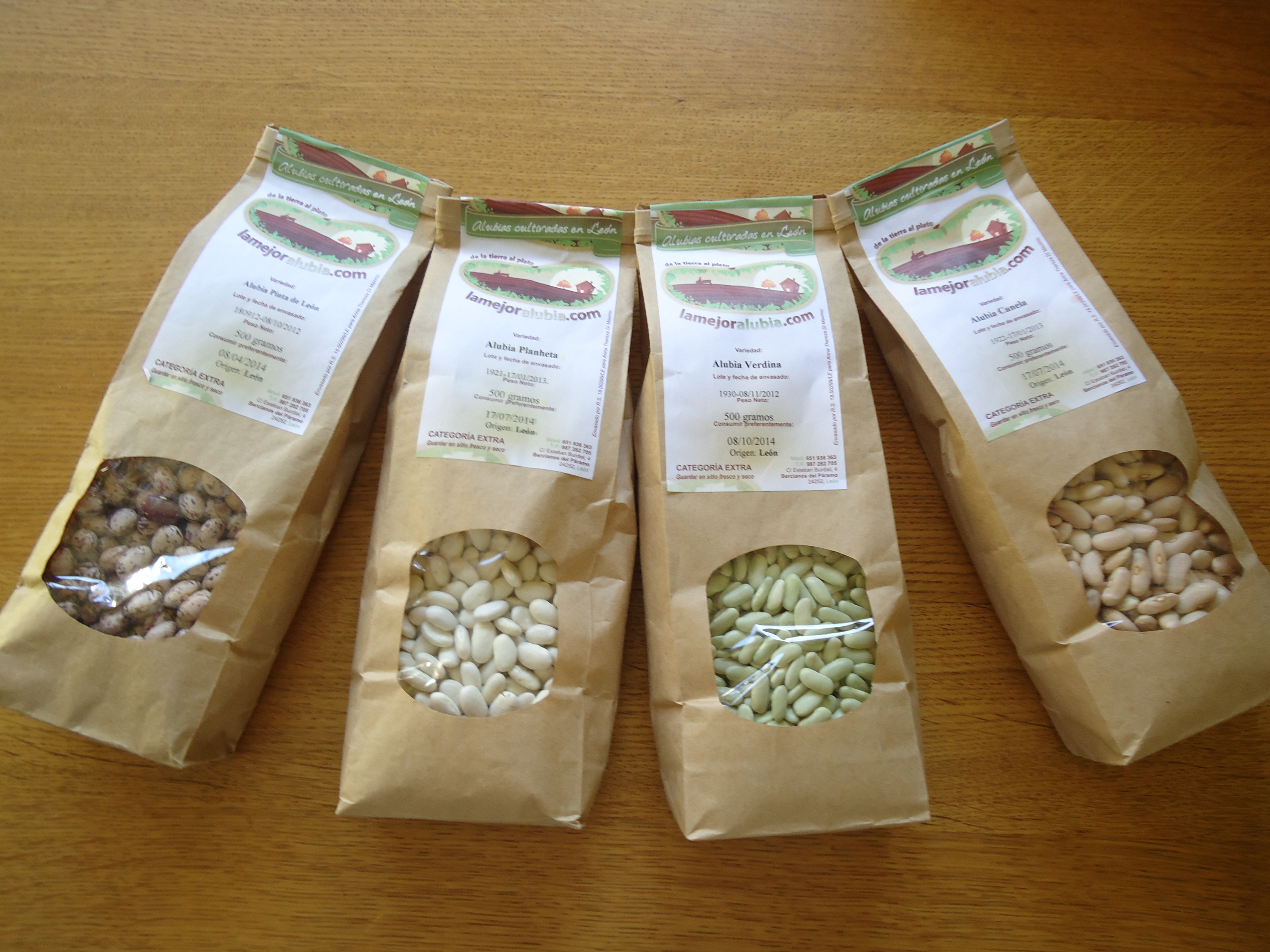
Variedades de alubias cultivadas en Bercianos del Páramo

La gastronomía en Bercianos del Páramo está basada, como en el resto de localidades de su entorno, en los alimentos que se pueden conseguir localmente. Entre aquellos de origen animal destacan los huevos y la carne, principalmente la obtenida de la matanza —con la que se elaboraban morcillas, chorizos, jijas y lomo—. Entre los alimentos de origen vegetal los más importantes eran las legumbres, el pan de trigo y frutas cultivadas como los higos. También el ajo era usado habitualmente para preparar las denominadas sopas de ajo, uno de los platos típicos de la comarca del Páramo Leonés. Entre la repostería tradicional son comunes los mazapanes, rosquillas, almendrados, orejas, hojaldres y sequillos, y la limonada en cuanto a bebidas.
Además, Bercianos del Páramo cuenta con varios productos con denominación de origen; las alubias, que en 2006 obtuvieron la Indicación Geográfica Protegida (IGP) de La Bañeza-León, la cecina de León, con Indicación Geográfica Protegida desde 1994, y el lechazo de Castilla y León, también con Indicación Geográfica Protegida desde 1997. Por último, y en relación con los vinos, Bercianos del Páramo se encuentra dentro de la Denominación de origen Tierra de León, protegido desde 2007.

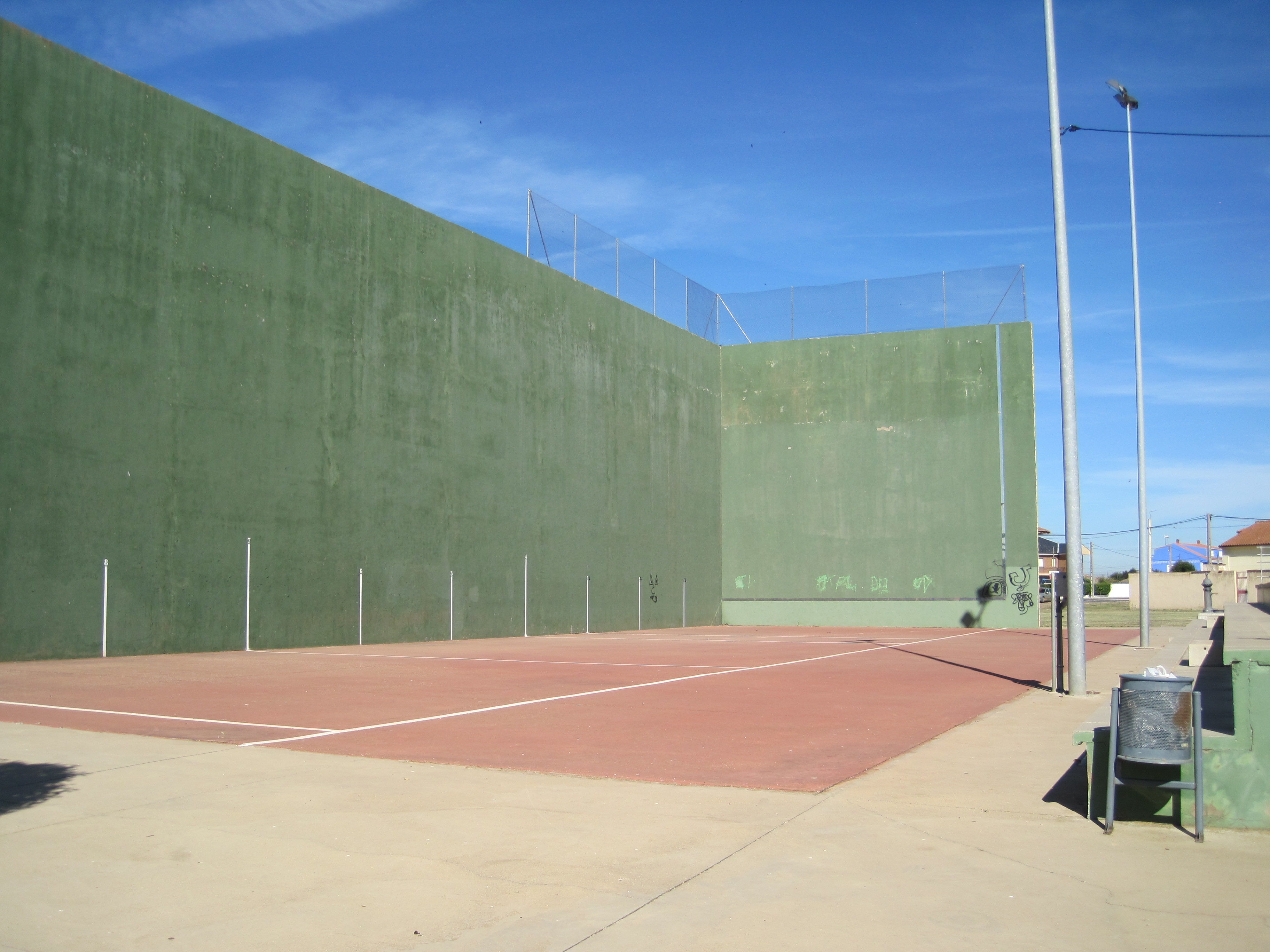
Frontón de la localidad

## Deporte
Para la práctica del deporte, Bercianos del Páramo cuenta con varias instalaciones como un frontón con gradas y una cancha para jugar a baloncesto, fútbol sala y voleibol. En cuanto a eventos deportivos, la localidad organiza el torneo de fútbol sala Bercianos del Páramo, que en 2014 organizó su cuarta edición. Además, la localidad cuenta con un equipo de fútbol sala, el Bercianos Fútbol Sala, que compite en diferentes torneos dentro de la comarca, ganando en 2012 el XIX Torneo Paramés de fútbol sala.